# Teología de la liberación

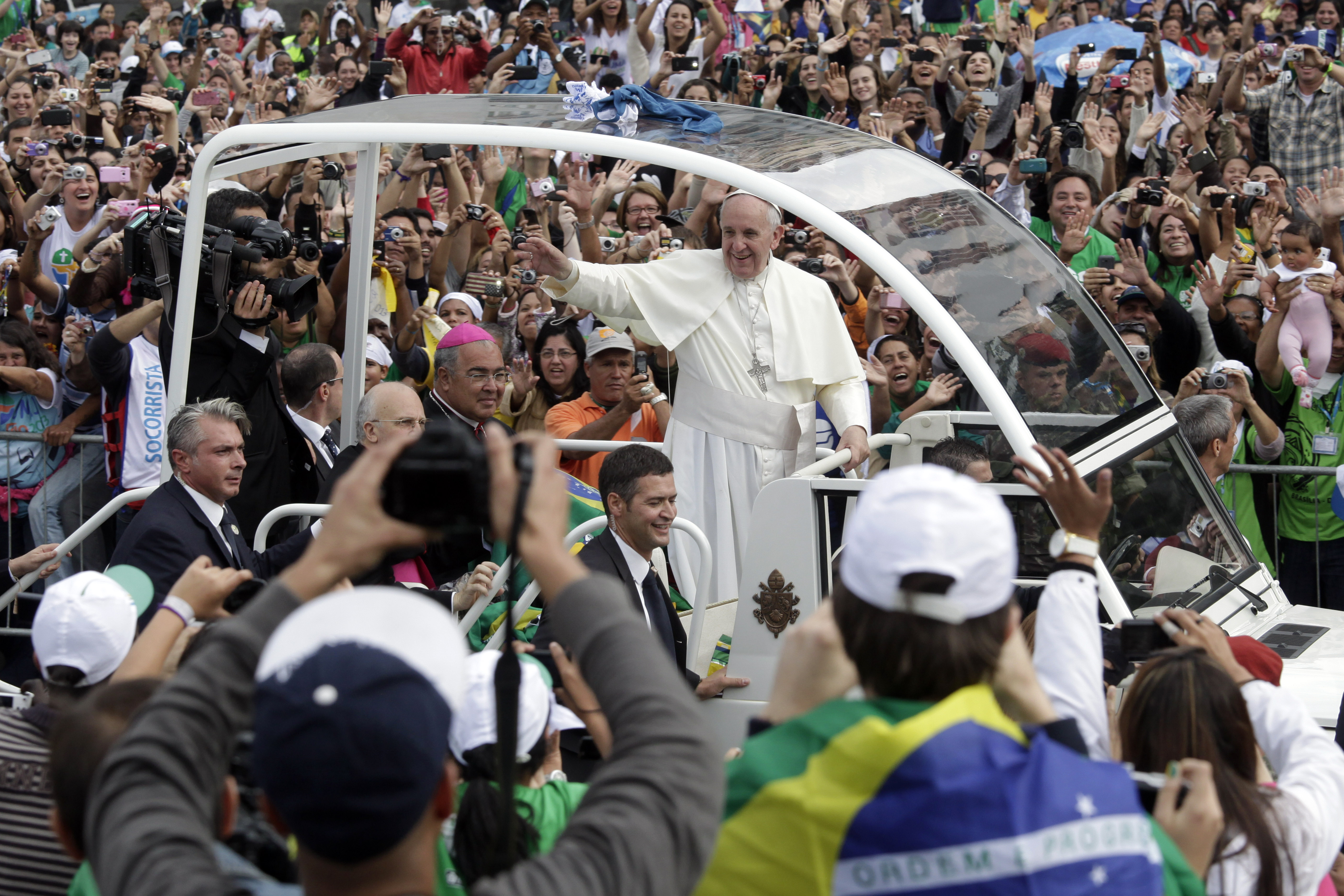
El papa Francisco (nacido en Argentina) durante su pontificado sostuvo el principio de la opción preferencial con los pobres (central en la teología de la liberación) e hizo esfuerzos por rehabilitar a esta corriente de origen latinoamericano dentro de la Iglesia.

La teología de la liberación es una corriente teológica cristiana integrada por varias vertientes católicas y protestantes, nacida en América Latina en la década de 1960 tras la aparición de las comunidades eclesiales de base, el Concilio Vaticano II (1962-1965) y la Conferencia Episcopal de Medellín (1968), que se caracteriza por considerar que el Evangelio exige la opción preferencial por los pobres y por recurrir a las ciencias humanas y sociales para definir las formas en que debe realizarse dicha opción.
| Teología de la liberación quiere decir: establecer la relación que existe entre la emancipación del hombre —en lo social, político y económico— y el reino de Dios. —Gustavo Gutiérrez |

Los primeros en utilizar el concepto de «teología de la liberación» y en definir esta corriente fueron el teólogo presbiteriano brasileño Rubem Alves y el sacerdote católico peruano Gustavo Gutiérrez Merino, cuyos primeros trabajos sobre el tema datan de 1968 y 1969, respectivamente.
Durante el pontificado de Francisco, tuvo lugar una revalorización de la teología de la liberación, luego de haber sido marginalizada en anteriores papados, lo que permitió su plena rehabilitación dentro de la Iglesia.

## Historia

### Antecedentes
La teología de la liberación encuentra sus raíces en movimientos, prácticas pastorales y pensamientos teológicos provenientes tanto de vertientes protestantes como de vertientes católicas, desarrolladas en la primera mitad del siglo XX.

#### Teología dialéctica

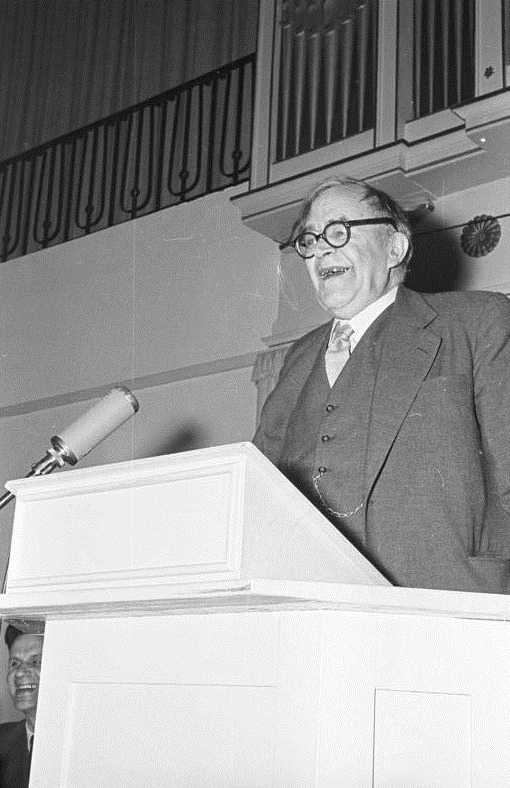
El teólogo protestante Karl Barth, artífice de uno de los primeros antecedentes de la teología de la liberación: la teología dialéctica y la Iglesia Confesante.

Uno de los primeros antecedentes de la teología de la liberación son las reflexiones y las prácticas teológicas desarrolladas a partir de los años 1920 por un grupo de pastores protestantes suizos, como Karl Barth (1886-1968), y alemanes, como Emil Brunner (1889-1966), Dietrich Bonhoeffer (1906-1944) —ejecutado por el régimen nazi— y Martin Niemöller (1892-1984).
Entre las novedades teológicas desarrolladas por esos teólogos se encuentran la teología dialéctica (o teología de la crisis) y la Iglesia Confesante, creada en 1934 con el objetivo explícito de combatir el intento del nazismo de controlar las iglesias.
El teólogo argentino protestante José Míguez Bonino destaca la ubicación en que se coloca Barth citando una de sus frases: «Dios se coloca siempre incondicional y apasionadamente de un lado y sólo de uno: contra los encumbrados y a favor de los humillados». Esta visión de Barth, según Míguez Bonino, repercutió en la formación del quehacer teológico latinoamericano y en especial en las teologías de la liberación.

#### Francia

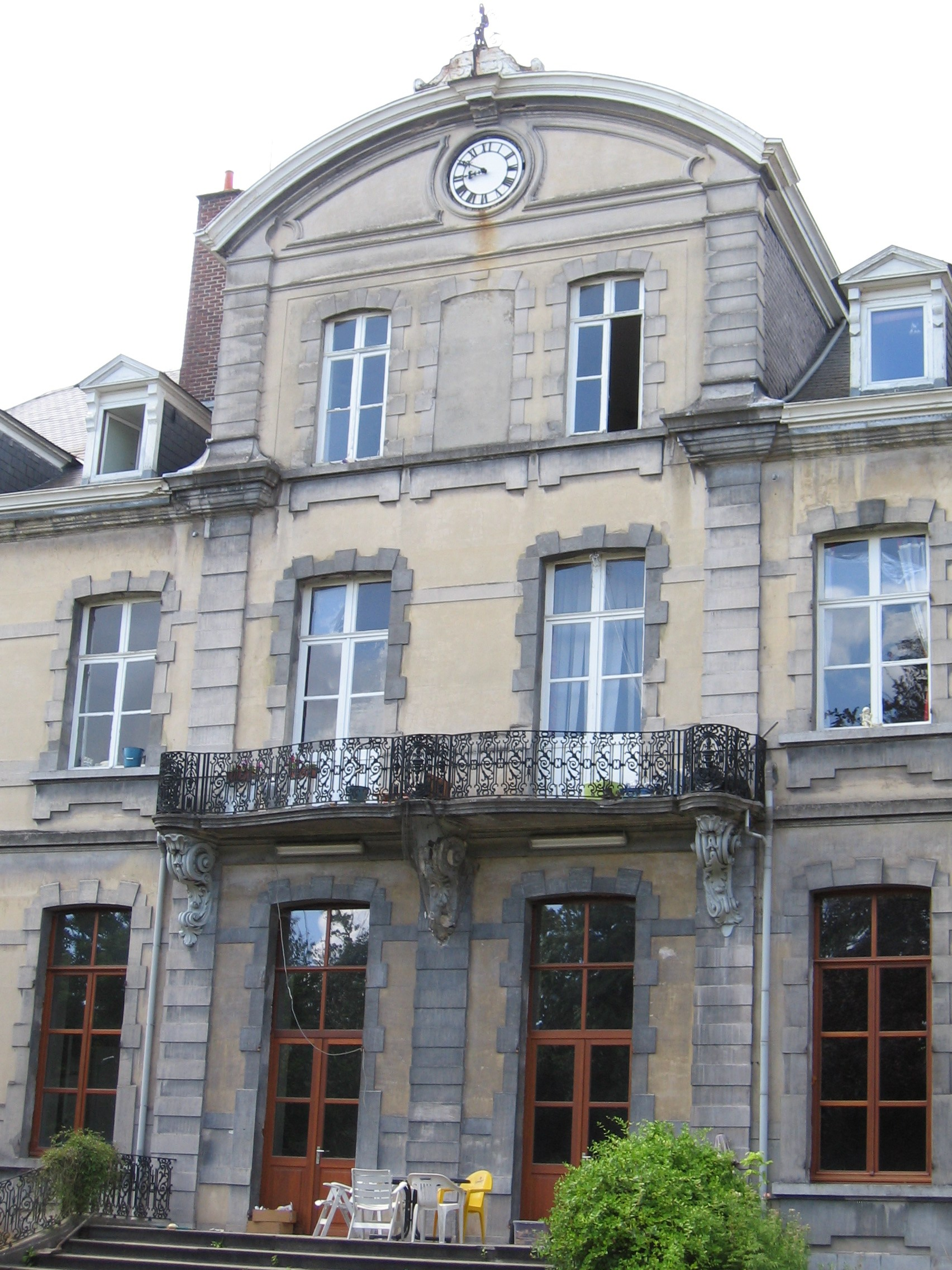
Abadía de la Saulchoir donde Marie-Dominique Chenu elaboró su método de teología histórica dando inicio al movimiento francés de la Nouvelle Théologie (Nueva Teología).

Desde la vertiente católica, la teología de la liberación encuentra inspiración en prácticas pastorales y textos teológicos aparecidos en Francia desde la década de 1930, que constituyen los movimientos conocidos como Nouvelle Théologie (Nueva Teología) y de los «sacerdotes obreros».
En 1937, el teólogo francés dominico Marie-Dominique Chenu publica un opúsculo titulado Une école de théologie : le Saulchoir (Una escuela de teología: la Saulchoir), sobre su enfoque histórico para la enseñanza de la teología, en reemplazo del enfoque ahistórico tomista. Por entonces los dominicos franceses, por razones de persecución política, habían establecido su centro de estudios generales en la antigua abadía de Saulchoir en Bélgica, donde Chenu llegó a ser rector y donde se formaron entre otros teólogos relacionados con la nueva teología, como Yves Congar y Edward Schillebeeckx. Chenu y Congar profundizarán las relaciones entre la teología y la causa de los pobres, sobre todo este último con su importante libro de 1963 Pour une Eglise servante e pauvre (Por una Iglesia sirviente y pobre).
En 1938, el sacerdote jesuita francés Henri de Lubac publica su primer libro, Catholicisme, les aspects sociaux du dogme (Catolicismo, los aspectos sociales del dogma) y en 1946 su polémica obra Surnaturel (Sobrenatural). Actuando desde la residencia jesuita de Fourvière en Lyon, De Lubac integró el movimiento guerrillero de la Resistencia francesa durante la ocupación nazi de Francia, fue ordenado cardenal y está considerado uno de los teólogos más destacados del siglo XX, habiendo ejercido una gran influencia en el Concilio Vaticano II.
En 1941, el célebre dominico Jacques Loew comienza a trabajar como descargador de barcos en los muelles del puerto de Marsella, al igual que el sacerdote Michel Favreau, muerto en un accidente de trabajo. En el otoño de 1943, los sacerdotes Yvan Daniel y Henri Godin publican un libro que tendrá una fuerte influencia en el mundo católico, La France, pays de mission ? (¿Francia, tierra de misión?), en el que parten de la necesidad de reconocer el hecho de la profunda descristianización de los trabajadores franceses y, ante ello, la necesidad de una nueva pastoral basada en un fuerte compromiso con el mundo obrero.
El 1 de julio de 1943, el cardenal Emmanuel Suhard, arzobispo de París, busca promover la actitud pastoral de Loew y Favreau y para ello funda la Misión de Francia, integrada por sacerdotes cuya tarea pastoral debe apoyarse en vivir y trabajar como asalariados en las fábricas para acercarse al mundo obrero. Así se inicia el movimiento conocido como «sacerdotes obreros», que luego se extenderá a la Argentina y España.
El movimiento francés de la Nueva Teología incluye la participación activa de laicos y mujeres, como Madeleine Delbrêl (1904-1964), que hace su experiencia entre los obreros de Ivry-sur-Seine y escribe libros como Nosotros, gente de la calle y El Evangelio en los barrios obreros de París.
A fines de la década de 1950, el movimiento de la Nueva Teología y de los sacerdotes obreros comienza a ser sometido a censura y a ser acusado de comunista, siendo denunciado en el Vaticano por actividades subversivas. En 1954, el papa Pío XII pide a todos los sacerdotes obreros que regresen a su trabajo pastoral anterior en las diócesis o se incorporen a sus comunidades religiosas. Sin embargo, a partir de 1963 varios sacerdotes vuelven a trabajar entre los obreros. Los sacerdotes obreros son rehabilitados en 1965 después del Concilio y Loew trabaja en las favelas de São Paulo hasta 1969.

#### Concilio Vaticano II

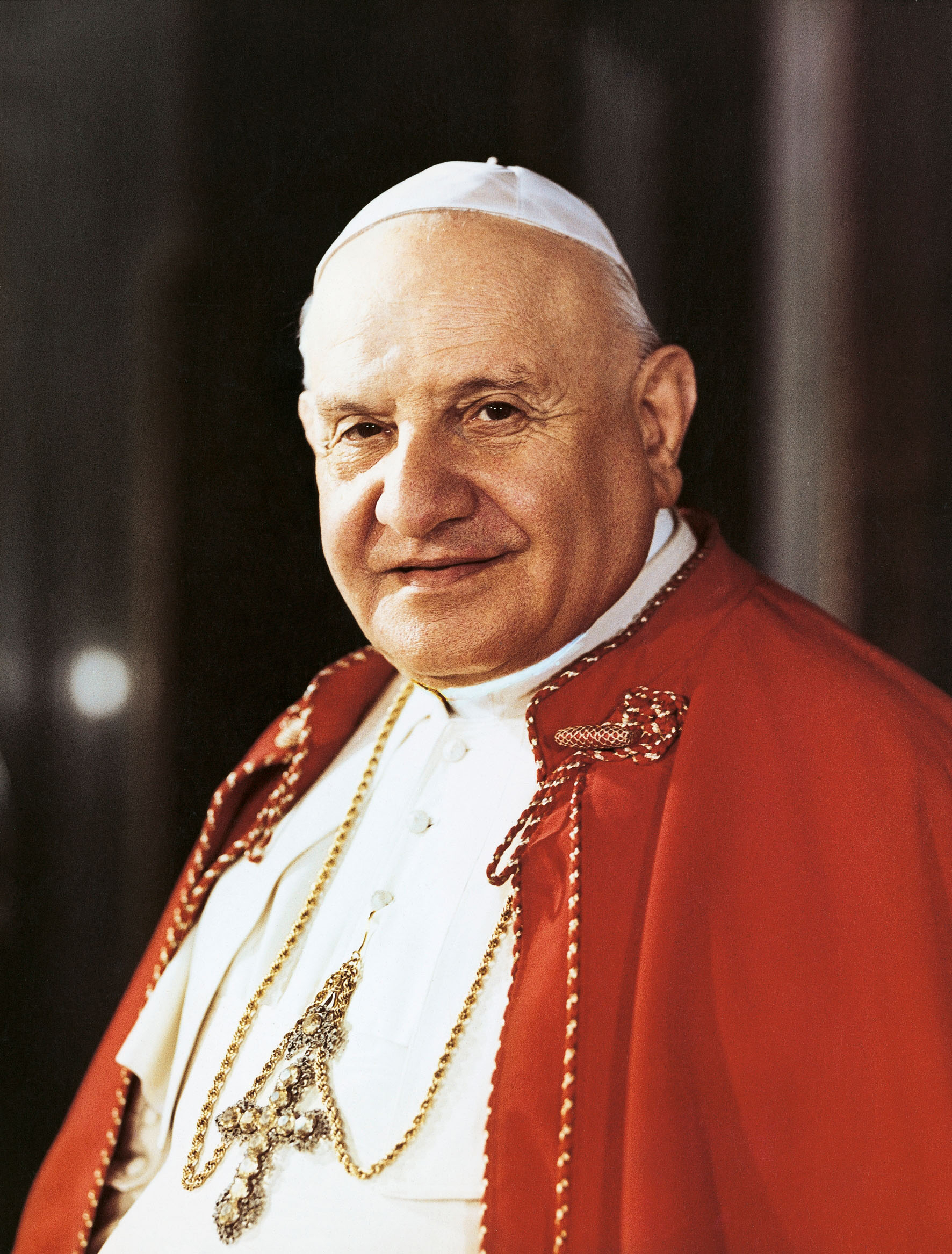
El papa Juan XXIII inició un cambio profundo de la Iglesia católica al convocar el Concilio Vaticano II (1962-1965) en el que se sancionó la constitución pastoral Gaudium et Spes (1965).

Para Gerhard Ludwig Müller, prefecto de la Congregación para la Doctrina de la Fe, la Teología de la Liberación comenzó en el Concilio Vaticano II realizado entre 1962 y 1965, con la constitución pastoral Gaudium et Spes (1965), «que contiene una nueva definición de las relaciones entre la Iglesia y el mundo. La Teología de la Liberación era una gran aplicación de este documento de la Iglesia a la situación de América Latina». Gustavo Gutiérrez repetidamente se ha referido a Gaudium et Spes y a la encíclica Populorum Progressio como inspiradoras de sus ideas teológicas. El teólogo de Le Souchoir Marie-Dominique Chenu, ampliamente citado por Gutiérrez, como perito del Concilio Vaticano II, participó en la redacción de Gaudium et Spes.

#### Pacto de las Catacumbas
El 16 de noviembre de 1965, unos cuarenta sacerdotes de la Iglesia católica (entre ellos varios obispos latinoamericanos) que se encuentran en Roma participando en el Concilio Vaticano II se reúnen en las Catacumbas de Domitila para firmar un compromiso conocido como el Pacto de las catacumbas. El documento ha sido considerado uno de los antecedentes de la teología de la liberación.

#### Brasil

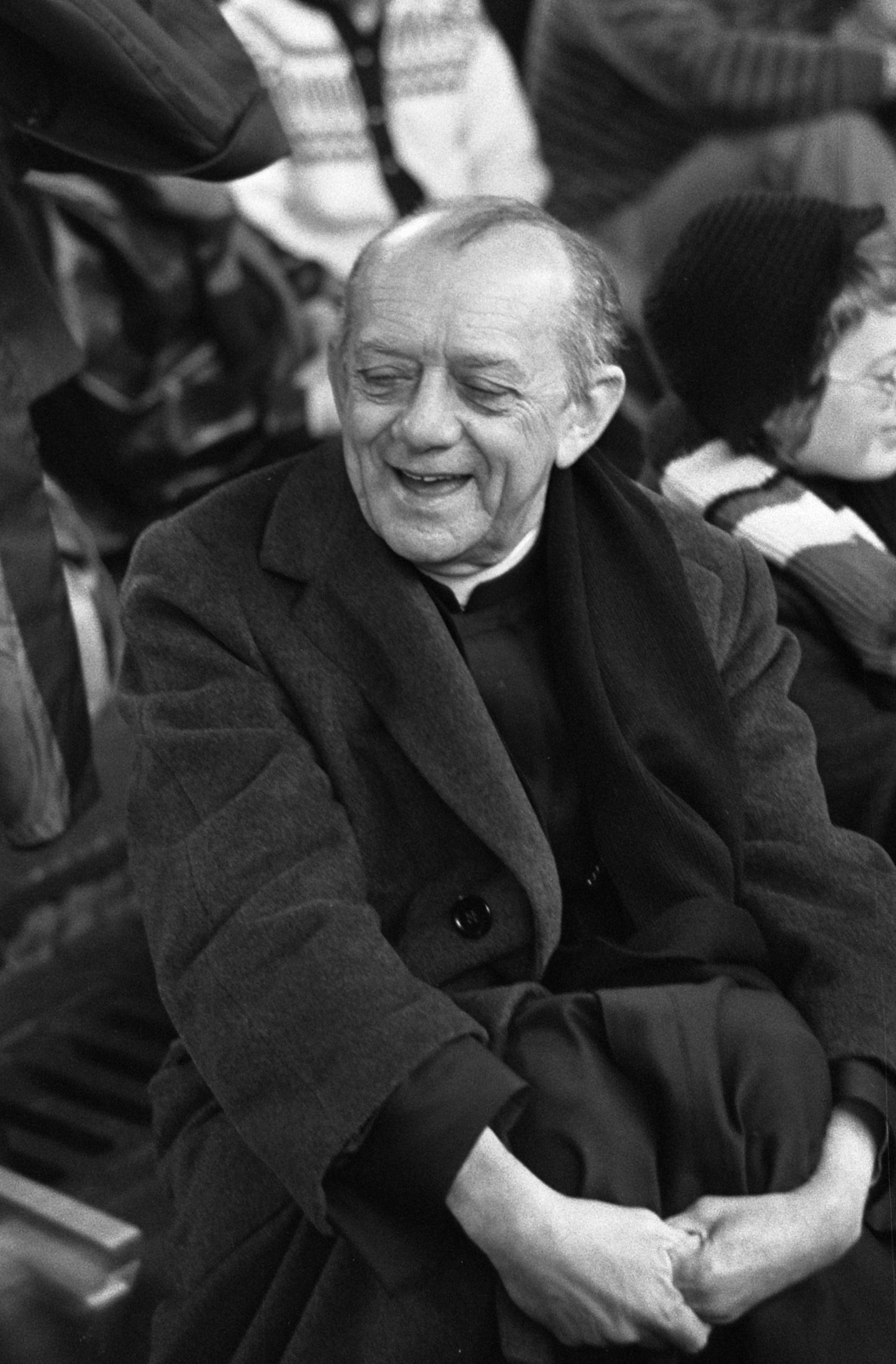
Hélder Cámara, arzobispo de Olinda y Recife, uno de los antecedentes de la Teología de la liberación.

Desde la década de 1950, algunos cristianos brasileños empiezan a utilizar categorías marxistas, como el materialismo histórico, para analizar la sociedad. Richard Shaull, un misionero presbiteriano, se establece en Brasil en 1952 y trabaja con jóvenes de la Confederación de Juventudes Presbiterianas en procesos de concientización sobre los problemas sociales más graves, relacionándose con la gente de las favelas y las zonas rurales; su ascendencia entre los jóvenes protestantes crece cuando es nombrado secretario general de Unión Cristiana de Estudiantes del Brasil UCEB en 1955. Shaull plantea la cuestión de si la revolución tendría un significado teológico. Él y algunos jóvenes protestantes empiezan a discutir esos temas con sacerdotes dominicos e intelectuales católicos, desarrollan el Sector de Responsabilidad Social de la Confederación Evangélica del Brasil (CEB) y establecen una misión en el barrio obrero Villa Anastacio, en São Paulo, y trabajan directamente como obreros de la industria siderúrgica, evangelizando y participando en actividades por los derechos de los trabajadores.
A comienzos de la década de 1960 comienza a surgir el movimiento de Comunidades Eclesiales de Base (CEBs), principalmente en la Iglesia católica pero también en otras iglesias, como la Metodista, la Luterana y la Presbiteriana. Para 1964 ha alcanzado la suficiente extensión como para ser incluido en el Primer Plan Pastoral Nacional 1965-1970. La transversalidad de las CEBs llevó a organizar encuentros intereclesiales a partir de 1975. Relacionado con el movimiento de comunidades de base se encuentra la acción orientada a los desposeídos de Hélder Câmara, sobre todo desde que fue designado arzobispo de Olinda y Recife en marzo de 1964. Al asumir la titularidad de esa arquidiócesis proclama:

Debo, siguiendo el ejemplo de Cristo, observar un amor especial por los pobres. La miseria es escandalosa, envilecedora; daña la imagen de Dios que hay en cada hombre. La escandalosa miseria debe, ciertamente, ser atendida de manera inmediata. Pero para atacar las raíces del mal hay que romper el círculo vicioso de la falta de desarrollo y de la miseria que se engendran una a otra. Hay banderas que no podemos abandonar so pretexto de que las enarboló gente que se equivocaba.

El profesor André Corten interpreta que, en dicha frase, Cámara se refiere a los comunistas cuando menciona a la «gente que se equivocaba», agregando que el obispo brasileño «se distinguía de muchos otros en que tampoco era anticomunista». Câmara participó en las cuatro sesiones del Concilio Vaticano II, y fue relator —y uno de los inspiradores— del Pacto de las catacumbas de 1965. 
Ya en la segunda mitad de la década, el educador y filósofo Paulo Freire, desde una postura cristiana, desarrolla un nuevo método para alfabetizar mediante un proceso de concientización que se difunde desde la publicación en 1967 de su primer libro titulado La educación como práctica de la libertad. Se van comprometiendo los movimientos de estudiantes y de trabajadores de Acción Católica, así como importantes intelectuales católicos.

#### Argentina

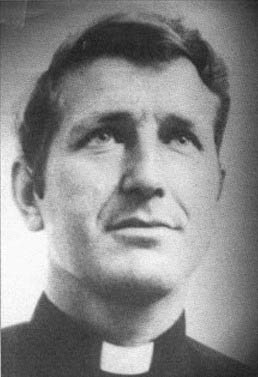
El padre Mugica, máximo exponente de la corriente de los «curas villeros», fundador del Movimiento de Sacerdotes para el Tercer Mundo y la Teología del pueblo. Fue asesinado por la Triple A en 1974.

La Teología de la liberación encuentra sus raíces en Argentina en 1955, muy relacionado con la reacción de los sacerdotes y creyentes católicos peronistas o vinculados a los sectores más populares, ante el golpe de Estado que derrocó al gobierno peronista ese año y la persecución dictatorial que se inició a partir de ese momento. Ese mismo año de 1955 se crea la revista Notas de Pastoral Jocista (cerrada por decisión del Arzobispo en 1958), en la que colaboraban teólogos como Lucio Gera y Héctor Mandrioni, vinculados al peronismo y al movimiento obrero.
En 1960 en Argentina se fundó la Cooperativa Fortín Olmos, por un grupo de militantes católicos guiados por el sacerdote Arturo Paoli en la localidad de Fortín Olmos, en el norte de la Provincia de Santa Fe. Paoli está considerado como uno de los padres de la Teología de la liberación con libros como Diálogo de la liberación (1969) y ha sido uno de los referentes teológicos del papa Francisco.
Ese mismo año de 1960 el padre Jerónimo Podestá, quien sería obispo de Avellaneda desde 1963 y luego fundador de la Federación Latinoamericana de Sacerdotes Casados junto a su esposa Clelia Luro, forma un grupo que será conocido como «los curas obreros de Avellaneda», con sacerdotes obreros franceses de Misión de Francia -donde la corriente había sido censurada y suprimida por el papa Juan XXIII en 1959- (Pierre Burgette y el padre Olhagaray) y argentinos (Fernando Portillo, Eliseo Morales, Luciano Glabina) para trabajar como asalariados en fábricas de Avellaneda en el cordón industrial del Gran Buenos Aires. Poco después el cura obrero francés Francisco Huidobro, del grupo Misión de Francia, sería elegido delegado sindical en la fábrica en la que trabajaba en Valentín Alsina, siendo despedido en 1965 por organizar una huelga. Para la primera mitad de la década de 1960 el compromiso de los sacerdotes de base con el movimiento obrero y el peronismo se había generalizado.
En julio de 1964 la Asamblea de Jóvenes de la Acción Católica (AJAC) impulsa la realización de un encuentro entre sacerdotes que se concreta en Quilmes en julio de 1965, con la coordinación de tres teólogos que luego estarán ligados a la creación de la Teología de la liberación: Lucio Gera, Miguel Mascialino y Carmelo Giaquinta. Participaron ochenta sacerdotes entre los que se encontraban Miguel Ramondetti (Movimiento Obrero Católico), Néstor García Morro, Manuel Artiles, Juan José Rossi, Carlos Mugica, Alejandro Mayol, Pedro Geltman. Los encuentros sacerdotales se reiterarían en 1966 (Chapadmalal) y 1967 (San Miguel).
En 1966 apareció el primer número de la revista Cristianismo y Revolución, editada hasta 1971, dirigida por Juan García Elorrio hasta su muerte en circunstancias misteriosas y luego por Casiana Ahumada. A partir de 1967 la revista se vinculó con el Movimiento de Sacerdotes del Tercer Mundo y con las organizaciones guerrilleras Montoneros, Fuerzas Armadas Peronistas (FAR) y Ejército Revolucionario del Pueblo (ERP). La revista se inspiraba en el ejemplo del sacerdote guerrillero colombiano Camilo Torres. Algunos de los colaboradores principales de la revista fueron Eduardo Galeano, John William Cooke, Miguel Grinberg, Raimundo Ongaro, Pepe Eliaschev, Rubén Dri, Emilio Jáuregui, Miguel Ramondetti y Nuncio Aversa.
El Movimiento de Sacerdotes para el Tercer Mundo (MSTM) fue fundado en 1967, al adherir al Manifiesto de los dieciocho Obispos del Tercer Mundo, liderado por el obispo brasileño Hélder Cámara. Más de cuatrocientos sacerdotes integraron el MSTM, entre ellos los padres Miguel Ramondetti, Rodolfo Ricciardelli, Héctor Botán, Carlos Mugica -asesinado en 1974-, Elías Musse, Rubén Dri, Rolando Concatti, Rafael Yacuzzi, Jorge Adur, Jerónimo Podestá, Domingo Antonio Bresci, Alberto Carbone, Luis Farinello. Entre los obispos que avalaron tácito o explícitamente el movimiento se encontraban Guillermo Bolatti, Enrique Angelelli -asesinado por la dictadura en 1976-, Alberto Devoto, Jerónimo Podestá, Jaime de Nevares, Adolfo Tortolo y Vicente Zaspe. En 1976 tres sacerdotes, Alfredo Kelly, Alfredo Leaden, Pedro Duffau y dos seminaristas, Salvador Barbeito y Emilio Barletti de la orden de los palotinos fueron asesinados por la dictadura «acusados» de pertenecer al MSTM, en lo que se conoce como la Masacre de San Patricio.
Del seno del MSTM surgió en 1968 el movimiento de curas villeros, formado principalmente por sacerdotes activos en villas miseria y barrios obreros, en muchos casos cercanos al peronismo y en ocasiones al marxismo. En este movimiento se destacó como referente el padre Carlos Mugica, asesinado en 1974 por el grupo parapolicial Triple A, considerado como mártir por el movimiento.

#### Movimientos sociales
Otra inspiración para la teología de la liberación latinoamericana fue la lucha por los derechos civiles, que a su vez ganó derechos para los negros de Estados Unidos liderada por Martin Luther King (1929-1968). A su vez una teología de la liberación negra ha sido desarrollada por James H. Cone y otros. En Sudáfrica se desarrolló una vigorosa teología de la liberación negra en la lucha contra el apartheid. En Asia la teología «minjung» (coreano: «de la masa popular»), o la teología campesina en Filipinas (expuesta por Charles R. Avila), han sido expresiones relacionadas con la teología de la liberación latinoamericana. Según Gustavo Gutiérrez, en las diferentes confesiones cristianas, surgieron en diferentes lugares, reflexiones que a partir de sus respectivas tradiciones asumieron la óptica liberadora inspirada en el mensaje del Reino de Dios, por el impulso que provocan las realidades de opresión, frente a las cuales la conciencia cristiana propone la radicalidad del Evangelio.
La teología de la liberación tiene diversas ramas que focalizan de manera diferente aspectos de las praxis sociales, como sucede con la adopción de la categoría de «lucha de clases», o con la noción de «pueblo» que dio lugar a la rama conocida como Teología del pueblo, la influencia de las experiencias democráticas latinoamericanas, el feminismo y las cuestiones de género que dio lugar a la teología feminista, el racismo, etc.

#### Teoría de la dependencia y Pedagogía del oprimido
Diversos estudiosos destacan los vínculos de la teología de la liberación con la Teoría de la dependencia y la Pedagogía del oprimido. Las tres corrientes surgieron en América Latina más o menos al mismo tiempo y con relaciones mutuas.
La Teoría de la dependencia es una corriente de pensamiento económico-política, surgida en el ámbito de la CEPAL, a partir de una crítica de la teoría económica del desarrollo y el subdesarrollo, que sostiene que ambas situaciones no son estadios sucesivos de un proceso continuo, sino que el subdesarrollo es una situación estructural causada por una organización injusta y desigual del sistema económico mundial, en beneficio de los países poderosos ubicados en el centro y en perjuicio de las naciones dependientes ubicadas en la periferia.
La Pedagogía del oprimido es una corriente de pensamiento pedagógico-político surgido a partir de los trabajos del educador brasileño Paulo Freire, que sostiene que la educación, la enseñanza y la cultura están influidas por procesos, mecanismos e instituciones opresivas en perjuicio de amplias capas populares y que por lo tanto es necesario desarrollar políticas y acciones pedagógicas que contribuyan a la liberación de los oprimidos.

#### Colombia

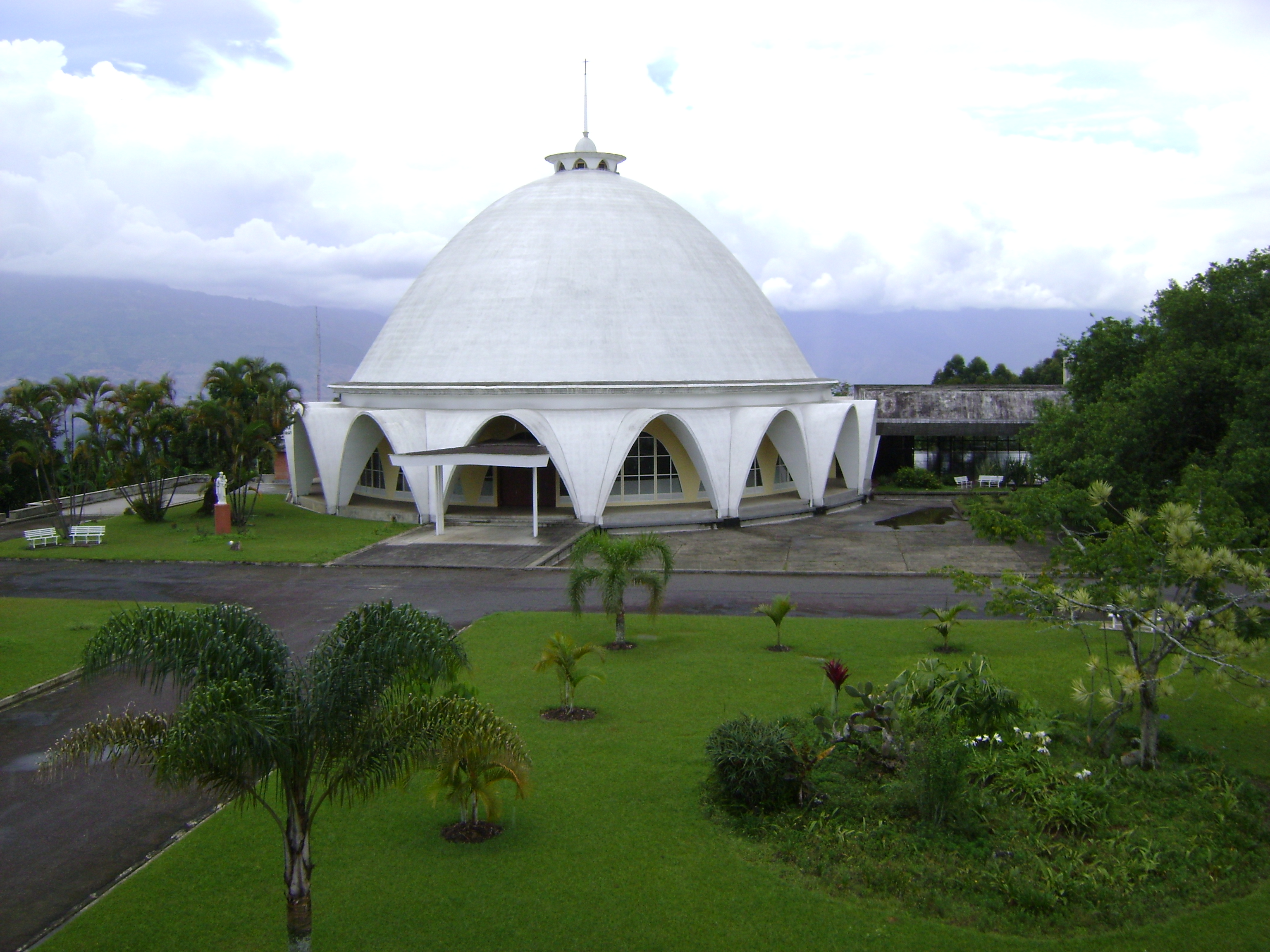
Seminario Mayor de Medellín donde se realizó en 1968 la II Conferencia General del Episcopado Latinoamericano.

La teología de la liberación adquirió su estatuto eclesial en los documentos de la II Conferencia General del Episcopado Latinoamericano de Medellín, en 1968, especialmente los de Justicia y Paz y según Edward Schillebeeckx, es el espíritu de Medellín plasmado en teología. Durante la conferencia, el precursor de la teología de la liberación en Colombia, monseñor Gerardo Valencia Cano,
afirmó:

Se impone un cambio de estructuras, pero no se debe acudir a la violencia armada y sangrienta que multiplica los problemas humanos, ni a la violencia pasiva inherente a las estructuras actuales que deben ser modificadas.

Mientras que el «Documento básico del Episcopado Colombiano» (29/VIII/1968), llamado luego «Contra-documento colombiano», se proponía desactivar las conclusiones de Medellín, muchos sacerdotes, religiosos/as y laicos/as acogieron con entusiasmo los documentos finales. En diciembre de 1968, Valencia Cano se convirtió en Buenaventura en anfitrión del segundo encuentro del colectivo de sacerdotes Golconda, cuyo manifiesto suscribió y defendió. Este fue fundado en julio de 1968 en la finca de Golconda, ubicada en el municipio de Viotá, departamento de Cundinamarca, donde se dieron cita 60 personas entre sacerdotes, un obispo (Raúl Zambrano) y varios laicos. De ahí el nombre de la asociación. En un comienzo buscó estudiar y profundizar la encíclica Populorum Progressio del papa Pablo VI, pero en las reuniones siguientes se hicieron sendos análisis de la situación social, económica y política colombiana y el papel de la Iglesia, comprometiéndose a liquidar su maridaje con el Estado y a la «solidaridad sin discriminación con todos los que luchan por el cambio profundo de estructuras socioeconómicas y políticas».
Integrante de Golconda fue Noel Olaya, sacerdote quien, había sido despojado de su docencia en el Seminario Mayor de Bogotá, en 1959, y se dedicó a trabajar en la Unión Parroquial del Sur, entre 1950 y 1964, la articulación de 18 parroquias frente a la emergencia social producida por la avalancha de millones de campesinos desplazados forzadamente por la violencia y asentados de manera precaria en la periferia de Bogotá. Esta acción se inspiró en el movimiento europeo de la nueva teología social y organizó cursos de teología que abrieron camino a reformas en las parroquias. Apoya la experiencia del Movimiento Universitario de Promoción Comunal (MUNIPROC) y publica la revista Presbiterium.
Otras figuras pioneras, que ejercieron su labor en Colombia entre los años 40-70, fueron el misionero presbiteriano Richard Shaull, el sacerdote Camilo Torres Restrepo y el teólogo Rafael Ávila. Uno de los jóvenes presbiterianos que creció intelectualmente bajo la influencia de Shaull, fue Orlando Fals Borda, quien llegaría a ser uno de los pioneros de la sociología crítica latinoamericana. La teología de la liberación fue formalmente rechazada por la Iglesia Presbiteriana de Colombia, lo cual ocasionó que Fals fuera alejado de la iglesia, pero él continuo profesando el cristianismo toda su vida. En 1992, públicamente reafirmo su cristianismo presbiteriano y dos de sus composiciones musicales “El tercer día” (sobre la resurrección de Cristo) y «Mensaje a Colombia» fueron interpretadas el 16 de enero de 2002 en la Primera Iglesia Presbiteriana de Barranquilla.
Por encargo de la Confederación de Colegios Católicos, Rafael Ávila publicó en 1971 el texto La Liberación. Aplica la metodología «ver-juzgar-actuar» de la Juventud Obrera Cristiana (JOC), que había creado el sacerdote belga Joseph Cardijn, y una visión de la vida desde el Evangelio y la acción, que asume la opción por el pobre de Medellín, y los análisis de la teoría de la dependencia y una concepción integral de la liberación. Parte de una aproximación a la realidad colombiana y con la reflexión teológica expone por qué el cristiano no puede estar de acuerdo con la situación social; debe hacerle frente con valentía y espíritu de combate ante la injusticia; y se necesita una praxis liberadora. Enseguida fue acusado por los conservadores de ser un «comunista disfrazado de cristiano» y el texto fue invisibilizado por las jerarquías. La editorial nunca lo volvió a imprimir, a pesar de que la edición se agotó, y al autor nunca se le volvió a contratar.
Cuando desaparece Golconda, surge Sacerdotes para América Latina SAL, alimentado de su experiencia. Convoca encuentros para reflexionar sobre la praxis pastoral en medio de una realidad de injusticia e inequidad. El primero en diciembre de 1972, el segundo en diciembre de 1973, el tercero en enero de 1975, el cuarto en julio de 1976, y su último comunicado ante la opinión pública aparece en 1988. SAL hace declaraciones, impulsa acciones solidarias con los obreros en huelga, marchas estudiantiles y de maestros; su acción y reflexión es difundida por la revista Alternativa y por su propio boletín Solidaridad.
Las Comunidades Eclesiales de Base CEBs se iniciaron en Colombia en 1979, con un primer encuentro nacional. En 1981, la Conferencia Episcopal Colombiana rechazó a las CEBs y a otras iniciativas y organizaciones por supuestamente "están imbuidas de ideología y propósitos que atentan gravemente contra la doctrina y la disciplina de la iglesia" (XXXVII Asamblea Plenaria, mensaje pastoral, Bogotá. 1981). En 1986, el episcopado publicó un documento más duro contra la CEBs, diciendo que «carecen de la naturaleza eclesial... y se autodestruyen como comunidades, para reducirse a fuerzas contestatarias», que «dan en proclamarse simplemente como comunidades «populares»... y se convierten en unidades cerradas, refractarias al magisterio y la disciplina eclesial» (XLV Asamblea Plenaria, Bogotá 1986). Las CEBs de Colombia celebraron otros tres encuentros nacionales importantes en 1982, 1984 y 1986, y en 1987 con la Comunidades Cristianas Campesinas (CCC). Las CEBs fueron víctimas de la violencia desatada en el país: los catequistas de Antioquía, los cooperadores laicos de Caquetá y los sacerdotes Álvaro Ulcué Chocué (primer sacerdote indígena en Colombia, párroco de Toribío), Daniel Gillard (sacerdote belga que trabajaba en Cali), Irme García (pastor de la Iglesia ortodoxa en Palmira), los sacerdotes Ángel Gutiérrez, Bernardo López, Jaime Restrepo, Jesús Martínez y varios laicos, como los catequistas mártires del Huila.

### De 1968 a 1971
Antes de que la teología de la liberación defina su identidad entre 1968 y 1971, se habían publicado varias obras teológicas y sociológicas que comenzaron a darle forma. Enrique Dussel señala que la primera fue el libro Función de la Iglesia en la realidad rioplatense, del teólogo uruguayo Juan Luis Segundo, publicado en 1962.
En mayo de 1968 el pastor presbiteriano brasileño Rubem Alves defendió exitosamente en el Seminario Teológico de Princeton (Estados Unidos), donde se hallaba exiliado, su disertación doctoral titulada Hacia una teología de la liberación humana: una exploración del encuentro entre los lenguajes del Humanismo Mesiánico y del Mesianismo Humanista. En junio de 1969 el sacerdote católico peruano Gustavo Gutiérrez publica un folleto con reflexiones teológicas que había formulado en una conferencia dada en Chimbote en 1964 y lo titula Hacia una teología de la liberación. Así se puso en marcha una corriente teológica bajo el signo de la liberación, que tendría una amplia difusión en América Latina pero también importantes manifestaciones en Estados Unidos y Canadá y el resto de los continentes. Alves publicó su tesis en 1969 bajo el título -cambiado por la editorial- de Una teología de la esperanza humana, mientras que Gutiérrez publicó su concepción en 1971 con el título Teología de la liberación: perspectivas. El libro de Gutiérrez fue traducido al inglés en 1973 y para 1975 ya había alcanzado siete ediciones en varios países. El libro de Alves fue censurado por la dictadura en Brasil y recién fue publicado en portugués en 1985.
En 1969 en Argentina los teólogos Lucio Gera, Rafael Tello y Justino O'Farrell influyen en la Declaración de San Miguel del Episcopado argentino, dando nacimiento a la Teología del pueblo, una de las vertientes más importantes de la teología de la liberación, que influiría fuertemente en el padre Jorge Bergoglio. En noviembre de ese año Gera redacta el Documento del Movimiento de Sacerdotes para el Tercer Mundo, frente al gobierno de Juan Carlos Onganía, por el cual el MSTM enfrentó al dictador que gobernaba Argentina en ese momento llamando a «poner en marcha un proyecto liberador» inspirado en el mensaje del evangelio. En Uruguay, el teólogo protestante Julio de Santa Ana, referente del movimiento Iglesia y Sociedad en América Latina (ISAL) fundado en 1961, publica su primer libro, Cristianismo sin religión.
En 1970 Rubem Alvez publica en Montevideo en español Religión: ¿opio o instrumento de liberación?, prologado por uno de los grandes pensadores protestantes, el argentino José Míguez Bonino, quien ya en 1967 había abierto la puerta de ecumenismo con su libro Concilio abierto: una interpretación protestante del Concilio Vaticano II. En julio de ese mismo año se realiza en Buenos Aires una reunión de biblistas sobre el tema «Éxodo y liberación» y en agosto el obispo argentino Eduardo Pironio -que liderará una de las corrientes del movimiento- presentó su enfoque en un artículo titulado «Teología de la liberación». Ese año en Argentina también aparece Montoneros, una organización guerrillera católica y peronista a la que pertenecieron varios sacerdotes y que incluso tuvo un capellán castrense, el sacerdote asuncionista Jorge Adur.
En 1971 el mexicano Porfirio Miranda publica su libro Marx y La Biblia, en tanto que en Chile un grupo de laicos y religiosos crean Cristianos por el Socialismo (CpS), una agrupación política confesional enmarcada por la teología de la liberación que buscaba comprometerse con el proceso democrático que llevó a Salvador Allende a ser elegido presidente en 1970, cuyo documento de lanzamiento en abril de ese año fue conocido como Declaración de los Ochenta, debido a los ochenta sacerdotes que lo firman.

### De 1972 a 1979

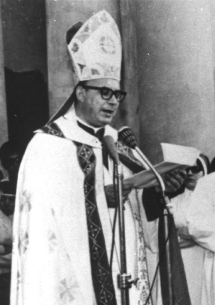
Enrique Angelelli, obispo de la diócesis de La Rioja, uno de los fundadores de la teología de la liberación, asesinado en 1976 por la dictadura militar de Argentina.

En 1972 el Instituto Fe y Secularidad de la Compañía de Jesús, dirigido desde ese año por José Gómez Caffarena, organizó entre los días 8 al 15 de julio el Encuentro de El Escorial (España) en el que por primera vez los teólogos latinoamericanos que estaban empezando a dar forma a la teología liberación se encuentran con sus pares europeos para intercambiar experiencias y puntos de vista. Participaron entre otros Gustavo Gutiérrez, Enrique Dussel, Hugo Assmann, Juan Carlos Scannone, José Comblin, Renato Poblete, Segundo Galilea, Juan Luis Segundo, el teólogo español Cecilio de Lora, entre otros. Como resultado del encuentro se publicó el libro Fe cristiana y cambio social en América Latina: Encuentro de El Escorial.
También en 1972 Leonardo Boff asume la dirección de la Revista Eclesiástica Brasileira (REB) conformándola como uno de los principales medios de difusión de la teología de la liberación.
En 1973 se crea la Comisión de Estudios de Historia de la Iglesia en América Latina y el Caribe (CEHILA), organización ecuménica presidida por Enrique Dussel, teólogo argentino fundador de la Filosofía de la liberación, que debido a la persecución de la dictadura se exilió en México, adoptando esa nacionalidad. Dussel había escrito en 1967 un libro para repensar la historia de la iglesia desde una perspectiva latinoamericana y luego, a partir de los estudios de la CEHILA, publicaría en 1983 la primera edición de Historia de la Iglesia en América latina, «primer intento de reorientar la lectura de la historia eclesial desde la praxis de la liberación». Ese mismo año el brasileño Hugo Assmann publica su obra Teología desde la praxis de la liberación, en la que acentúa la necesidad de la participación de los cristianos para realizar una revolución «por ellos y con ellos», definiendo al cristianismo no como una religión sino como «un movimiento religioso».
En septiembre de 1973 se produjo un golpe de Estado en Chile instalándose una dictadura liderada por Pinochet que torturó, fusiló, asesinó o hizo desaparecer a varios sacerdotes, entre ellos el cura obrero Joan Alsina, Gerardo Poblete, André Jarlan, Antonio Llidó, Miguel Woodward y Wilfredo Alarcón.
En mayo de 1974 fue asesinado en Argentina el cura villero Carlos Mugica, iniciando una lista de más de cuarenta religiosos y religiosas torturados, secuestrados, asesinados o desaparecidos a partir del golpe de Estado del 24 de marzo de 1976, entre ellos el obispo de La Rioja Enrique Angelelli -uno de los fundadores de la teología de la liberación-, Carlos de Dios Murias, Gabriel Longueville, las monjas francesas Alice Domon y Leonie Duquet y la masacre de los curas Palotinos. Estos últimos han sido designados mártires por su orden. En 2006 Jorge Bergoglio inició los trámites de canonización de estos últimos y en 2011 del sacerdote Murias.
En 1975 se realizaron el I Encuentro de Teólogos de la Liberación en México y el Encuentro de Detroit, con especialistas y religiosos de Estados Unidos y Canadá. En 1976 se realizó el Encuentro de Dar es Salaam de la que nació ASETT/EATWOT (Asociación Ecuménica de Teólogas y Teólogos del Tercer Mundo), una agrupación de estudiosas y estudiosos de diversas iglesias cristianas de Asia, África y América Latina, que edita la revista Voices from the Thirld World.
Entre los trabajos publicados en el período se destacan Jesucristo liberador (1975) del sacerdote brasileño Leonardo Boff y Cristología desde América latina (1976) del sacerdote vasco radicado en El Salvador Jon Sobrino, ambos sobre una cristología elaborada desde la praxis histórica latinoamericana y la perspectiva de los pobres. En 1977 el destacado teólogo alemán Karl Rahner publicó su libro Befreiende Theologie en cuyo prólogo defiende la validez universal de la teología de la liberación diciendo que «la teología de la liberación nos ha abierto los ojos
a la injusticia estructural. Cosa que no aparecía antes en nuestros libros de moral y que es importantísima».

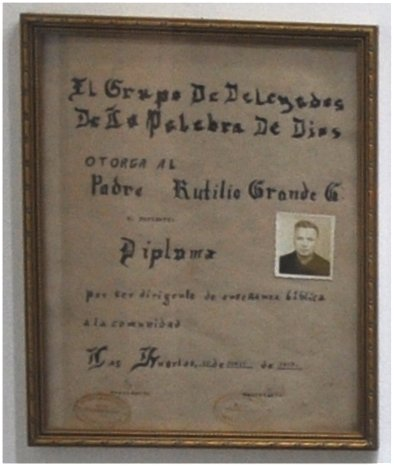
Diploma otorgado al padre salvadoreño Rutilio Grande por el Grupo de Delegados de la Palabra de Dios. Sala de Mártires de la Universidad Centroamericana.

El 12 de marzo de 1977 fue asesinado en El Salvador el padre jesuita Rutilio Grande, junto con Manuel Solórzano y el adolescente Nelson Lemus. El Padre Tilo, como era conocido, había establecido las Comunidades Eclesiales de Base (CEBs) en ese país y creado el movimiento campesino de Delegados de la Palabra de Dios, muy cuestionado por los terratenientes y sectores conservadores de la Iglesia católica. Un mes antes de su asesinato había denunciado públicamente la persecución de religiosos en lo que luego se conoció como Sermón de Apopa:

Queridos hermanos y amigos, me doy perfecta cuenta que muy pronto la Biblia y el Evangelio no podrán cruzar las fronteras. Sólo nos llegarán las cubiertas, ya que todas las páginas son subversivas—contra el pecado, se entiende. De manera que si Jesús cruza la frontera cerca de Chalatenango, no lo dejarán entrar. Le acusarían al Hombre-Dios... de agitador, de forastero judío, que confunde al pueblo con ideas exóticas y foráneas, ideas contra la democracia, esto es, contra las minoría. Ideas contra Dios, porque es un clan de Caínes. Hermanos, no hay duda que lo volverían a crucificar. Y lo han proclamado.
P. Rutilo Grande

Ese mismo año, el 12 de mayo de 1977 fueron asesinados también en El Salvador el padre Alfonso Navarro y el adolescente Luis Torres.
En marzo de 1979 se realizó en Puebla la III Conferencia General del Episcopado Latinoamericano, en un momento en que la mayoría de la población latinoamericana vivía bajo cruentas dictaduras y con la presencia de Juan Pablo II, a menos de cuatro meses de haber asumido su papado. El Documento de Puebla recoge los aportes provenientes de la teología de la liberación e incluye por primera vez el principio de la «opción preferencial por los pobres», principio central de esta corriente teológica, al que le dedica una sección. En el documento se usa la palabra «pueblo» trescientas sesenta y ocho veces y la palabra «liberación» setenta y seis veces, además de dedicarle una sección también al tema «Evangelización, liberación y promoción humana». Los principales teólogos de la liberación se manifestaron muy conformes con Puebla. Para Comblin «que Puebla haya ratificado la línea de Medellín es un hecho histórico de profundas consecuencias»; para Dussel «Puebla ha significado un paso adelante de Medellín»; Clodovis Boff dijo que «si para la Iglesia latinoamericana Medellín fue un bautismo, Puebla es una confirmación».

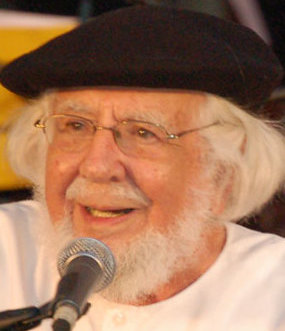
El padre Ernesto Cardenal fue uno de los sacerdotes que integraron el primer gobierno de la Revolución Sandinista en Nicaragua. y uno de los referentes de la TL. Escribió El evangelio de Solentiname (1983) y protagonizó un fuerte enfrentamiento con Juan Pablo II.

Cuatro meses después de Puebla, el 19 de julio de 1979 triunfa la Revolución Sandinista en Nicaragua con una importante compromiso de la Iglesia católica nicaragüense comprometida con la teología de la liberación, al punto que entre los combatientes caídos en combate se encontraba el sacerdote Gaspar García Laviana y entre las máximas autoridades del gobierno revolucionario los sacerdotes Ernesto Cardenal, Fernando Cardenal, Edgard Parrales y Miguel d'Escoto. Como resultado de esa experiencia Ernesto Cardenal escribiría en 1983 su libro El evangelio de Solentiname, que alcanzó una gran difusión y tuvo gran influencia en la teología latinoamericana.
Ese mismo año Gustavo Gutiérrez publica en español el libro La fuerza histórica de los pobres donde destaca la irrupción de los pobres como «sujeto activo de su proceso liberador», mientras que Leonardo Boff publica en portugués O rosto materno de Deus: ensaio interdisciplinar sobre o femenino e suas formas religiosas (El rostro materno de Dios: ensayo interdisciplinario sobre lo femenino y sus formas religiosas), que será publicado en español al año siguiente.

### De 1980 a 1991

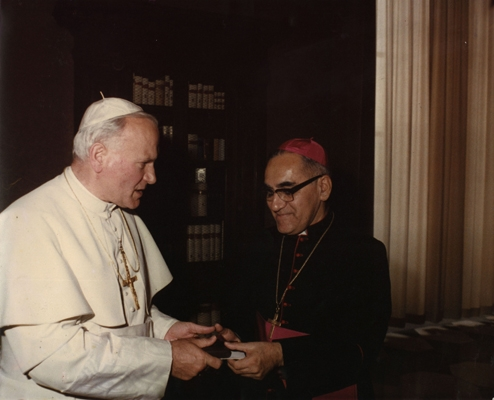
El arzobispo de San Salvador, Óscar Romero, y el papa Juan Pablo II (1979).

El 24 de marzo de 1980 fue asesinado Óscar Romero, arzobispo de San Salvador, quien ponía en el centro de su prédica a los pobres de su tierra y la denuncia de las violaciones de derechos humanos. Murió mientras celebraba misa por un francotirador militar bajo las órdenes del mayor Roberto d'Aubuisson —fundador de la Alianza Republicana Nacionalista y del coronel Arturo Armando Molina—. Marino Samayor Acosta habría recibido 114 dólares por realizar esa acción. Romero ha sido honrado por varias religiones, incluyendo a la Comunión anglicana que lo incluyó en su santoral; es uno de los diez mártires del siglo XX representados en las estatuas de la Abadía de Westminster, en Londres. Varios referentes de la teología de la liberación reclamaron la canonización de monseñor Romero por la Iglesia católica y señalaron los obstáculos a la misma; en este sentido Jon Sobrino, director del Centro Monseñor Romero, destacó la «canonización popular» que ha recibido Romero; por su parte Pedro Casaldáliga le dedicó un poema, San Romero de América, pastor y mártir nuestro, donde escribe: «El Pueblo te hizo santo». En febrero de 2015 Radio Vaticano dio a conocer declaraciones del obispo Vincenzo Paglia informando que el papa Francisco habría decidido la beatificación de Romero, hecho que finalmente ocurrió el 23 de mayo de 2015 en la plaza Salvador del Mundo cerca de las 10:30 a. m. Se trata del primer salvadoreño en ser elevado a los altares y el primer arzobispo mártir de América.
En mayo de 1980 la campaña electoral del futuro presidente Ronald Reagan en Estados Unidos, elaboró el llamado Documento de Santa Fe I en el que por primera vez se incluyó a la teología de la liberación como objetivo a ser combatido dentro de la Doctrina de la Seguridad Nacional. El documento dice:

La política exterior de Estados Unidos debe comenzar a enfrentar (y no simplemente a reaccionar con posterioridad) la teología de la liberación tal como es utilizada en América Latina por el clero de la teología de la liberación. El papel de la Iglesia en América Latina es vital para el concepto de libertad política. Lamentablemente las fuerzas marxistas-leninistas han utilizado a la Iglesia como arma política contra la propiedad privada y el sistema capitalista de producción, infiltrando la comunidad religiosa con ideas que son menos cristianas que comunistas.

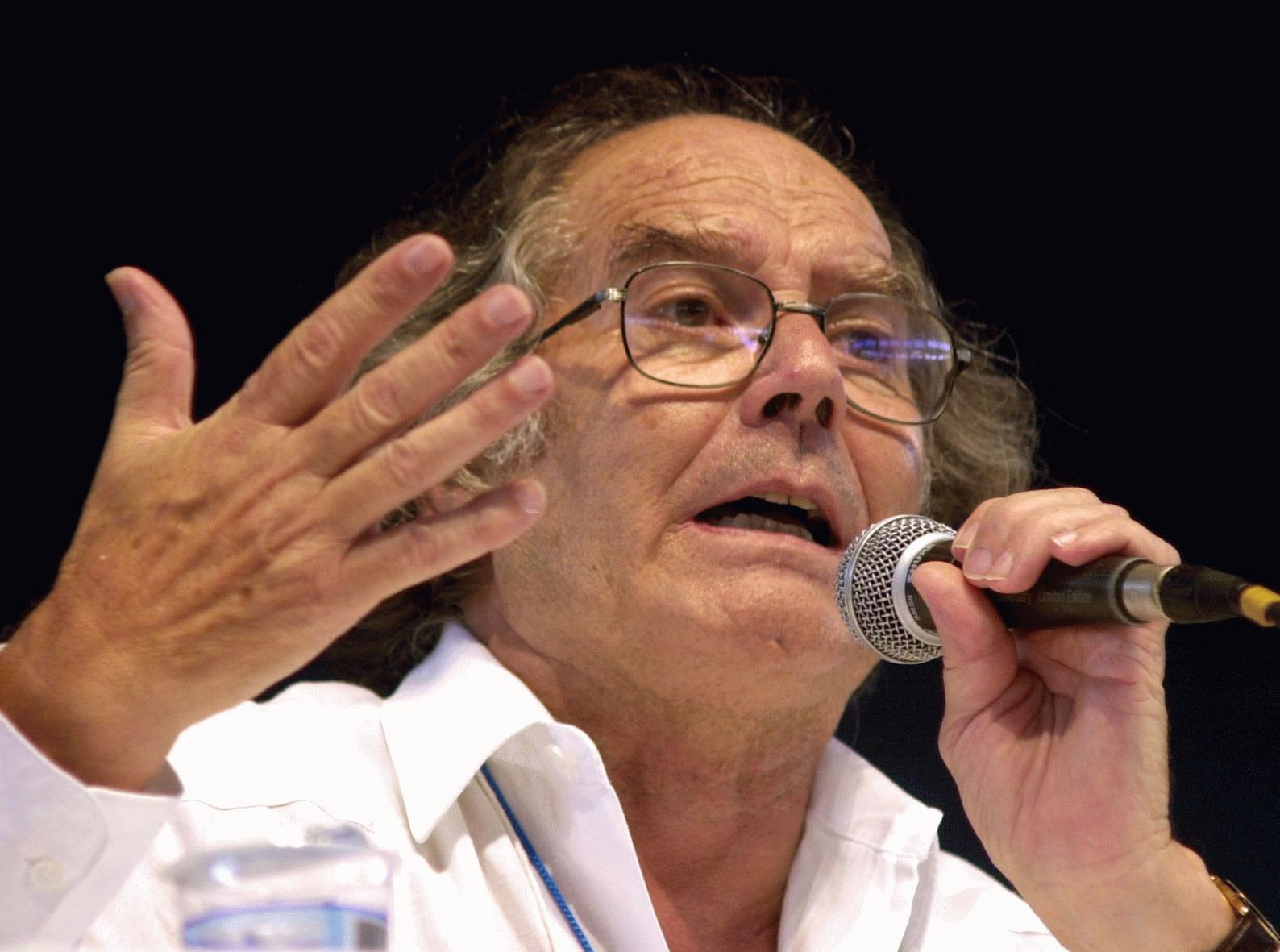
Adolfo Pérez Esquivel del SERPAJ, activista protestante de la teología de la liberación y de los derechos humanos. Secuestrado y torturado por la dictadura. Premio Nobel de la Paz en 1980.

El 13 de octubre de 1980 se concedió el Premio Nobel de la Paz a Adolfo Pérez Esquivel un religioso protestante argentino integrante del SERPAJ (Servicio Paz y Justicia), activista de los derechos humanos y la teología de la liberación, que había sido secuestrado y torturado por la dictadura militar argentina.
También en 1980 se conformó la Articulación Ecuménica Latinoamericana de Pastoral Indígena (AELAPI) consolidando la identidad de la teología india que se venía formando desde Medellín, como problemática autónoma de «los pobres» como categoría, rechazando la pastoral paternalista y optando por una pastoral liberadora mediante la «inculturación del evangelio»,  categoría novedosa que lleva a realizar «un trasvasamiento del mensaje evangélico al lenguaje antropológico y a los símbolos de la cultura en que se inserta» (DP 404).
En 1983 el papa Juan Pablo II viajó a Nicaragua y generó un incidente diplomático-teológico cuando se negó a saludar al ministro sacerdote Ernesto Cardenal procediendo a señalarlo con el dedo mientras Cardenal permanecía arrodillado ante él. La escena fue captada por las cámaras de televisión y fotográficas y dio la vuelta al mundo, dando lugar a críticas, debates y posturas de todo tipo.
El 4 de febrero de 1984, el papa Juan Pablo II suspendió a divinis del ejercicio del sacerdocio, a los sacerdotes
Ernesto Cardenal,
Fernando Cardenal (hermano del anterior),
Miguel d’Escoto y
Edgard Parrales,
debido a su adscripción a la teología de la liberación.
Treinta años después, el 4 de agosto de 2014, el papa Francisco desautorizó ese castigo y lo derogó.
En 1984 la prensa española difundió un documento informando que se trataba del texto preparatorio de la decisión sobre la teología de la liberación que se preparaba para tomar la Congregación para la Doctrina de la Fe a pedido del Papa Juan Pablo II. El texto calificaba a la teología de la liberación como «la gran herejía de nuestro tiempo» y sostenía que «la teología de la liberación constituye un peligro fundamental para la fe de la Iglesia, porque se trata de una nueva forma de comprensión global y de realización del cristianismo en su totalidad, y que por esto cambia todas las formas de la vida de la Iglesia, su constitución jerárquica y sacerdotal, la liturgia, la catequesis, las opciones morales. Se trata de una nueva interpretación del cristianismo, cuya gravedad no se valora suficientemente porque no entra en ninguno de los esquemas tradicionales de herejía». El documento fue atribuido al cardenal Joseph Ratzinger, futuro papa Benedicto XVI y por entonces prefecto de la Congregación para la Doctrina y la Fe. La filtración produjo la reacción de muchos teólogos de la liberación que criticaron el documento. Finalmente, ese mismo año, la Congregación para la Doctrina de la Fe publicó su primera instrucción sobre la teología de la liberación (Libertatis nuntius), estableciendo la postura oficial de la Iglesia católica sobre el tema (ver sección "Postura de la Iglesia católica"), con un contenido muy diferente del que tenía el texto filtrado a la prensa.
En marzo de 1985 la Congregación para la Doctrina de la Fe cuestionó partes de la obra Iglesia: carisma y poder. Ensayo de eclesiología militante del teólogo brasileño Leonardo Boff. La Congregación romana no actuaba de oficio, sino respondiendo a una petición del propio Boff, que había solicitado su amparo frente a la crítica recibida de la Conferencia episcopal brasileña. También se lo expulsó de su cátedra, de sus cargos en las revistas Vozes y Eclesiástica Brasileira y se le impuso la obligación de permanecer en «silencio obsequioso». Boff respondió ambiguamente a la notificación diciendo «condenando acepto». Ese mismo año el teólogo uruguayo Juan Luis Segundo publicó su libro Teología de la liberación: respuesta al cardenal Ratzinger, refutando y criticando duramente la postura oficial de la Santa Sede ante la teología de la liberación adoptada por la Congregación para la Doctrina de la Fe liderada por Ratzinger, quien en 2005 sería elegido Papa.
El 10 de mayo de 1986 fue asesinado por orden de un grupo de terratenientes del actual estado de Tocantins (Brasil) el padre Josimo Morais Tavares, quien apoyaba activamente la lucha de los trabajadores rurales de esa región desde la Comisión Pastoral de la Tierra.
En 1985 fue publicado el informe Brasil: Nunca Mais sobre la tortura durante la dictadura militar en Brasil, basado en la documentación recopilada clandestinamente entre 1964 y 1979 por el Cardenal y Arzobispo de São Paulo Dom Paulo Evaristo Arns, el rabino Henry Sobel y el pastor presbiteriano Jaime Wright, quien se había opuesto al apoyo que las jerarquías e instituciones presbiterianas dieron al régimen militar y fue uno de los fundadores, en 1978, la FENIP, que tomó iniciativas para «aliviar el sufrimiento de los afectados por un orden social inicuo» y fue el núcleo del cual se originó la actual Iglesia Presbiteriana Unida del Brasil. 
El 9 de abril de 1986 Juan Pablo II envió una carta al episcopado brasileño expresando que «la teología de la liberación es, no sólo oportuna, sino útil y necesaria». Poco antes la Congregación para la Doctrina de la Fe publicó su segunda instrucción relacionada con la teología de la liberación (Libertatis conscientia), precisando la postura oficial de la Iglesia católica al respecto.
José de Jesús Legorreta Zepeda distingue entre las dos Instrucciones de la Congregación para la Doctrina de la Fe diciendo que mientras la primera de 1984 (Libertatis nuntius) implicaba definir a la teología de la liberación como una «cuasi-herejía», la segunda instrucción complementaria publicada en 1986 (Libertatis conscientia) fue una atenuación de la primera. Denys Turner en el capítulo titulado Marxismo, teología de la liberación y la vía de la negación analiza las dos instrucciones y señala que la caracterización que hace del marxismo y de sus relaciones con la teología de la liberación, es una «caricatura» apoyada en simplificaciones antitéticas.
En 1987, Julio de Santa Ana publica Ecumenismo y liberación, donde trata el tema de ecumenismo a partir de la visión más inclusiva y más amplia la categoría de liberación y la unidad del «pueblo de Dios»; en el último capítulo sostiene que «las Iglesias deben recordar que el primer país independiente de lo que es hoy a América Latina fue Haití. En la lucha por la liberación del pueblo haitiano, el Vudú tuvo una función preponderante. Cuando una religión tiene esta capacidad de motivación para la libertad no puede ser dejada de lado por el Evangelio de Cristo, que es poder de liberación».
Con una orientación diferente, otros sectores de la Iglesia Católica, principalmente en la Iglesia latinoamericana, han adherido y adoptado sus principios, como lo hizo el Consejo Episcopal Latinoamericano, no sin tensiones internas, en las conferencias de Medellín (1968), Puebla (1979) y Aparecida (2007).
La investigadora holandesa Elina Vuola sostiene que Juan Pablo II fortaleció la tendencia conservadora en la Iglesia católica latinoamericana removiendo, como en Brasil, «a casi todos los obispos que apoyaban a las CEB (comunidades eclasiáticas de base) y a la TL (teología de la liberación)».
En 1988, el Documento de Santa Fe II propuso eliminar las táctica gramscianas para dominar la cultura, que en América Latina "implican un proceso para lograr una fuerte influencia en la religión, las escuelas, los medios y las universidades"  y consideró que:

Es en este contexto que debe ser entendida la teología de la liberación, como una doctrina política disfrazada de creencia religiosa, que es antipapal y se opone a la libre empresa con ella intención de debilitar la independencia de la sociedad frente al control estatista.

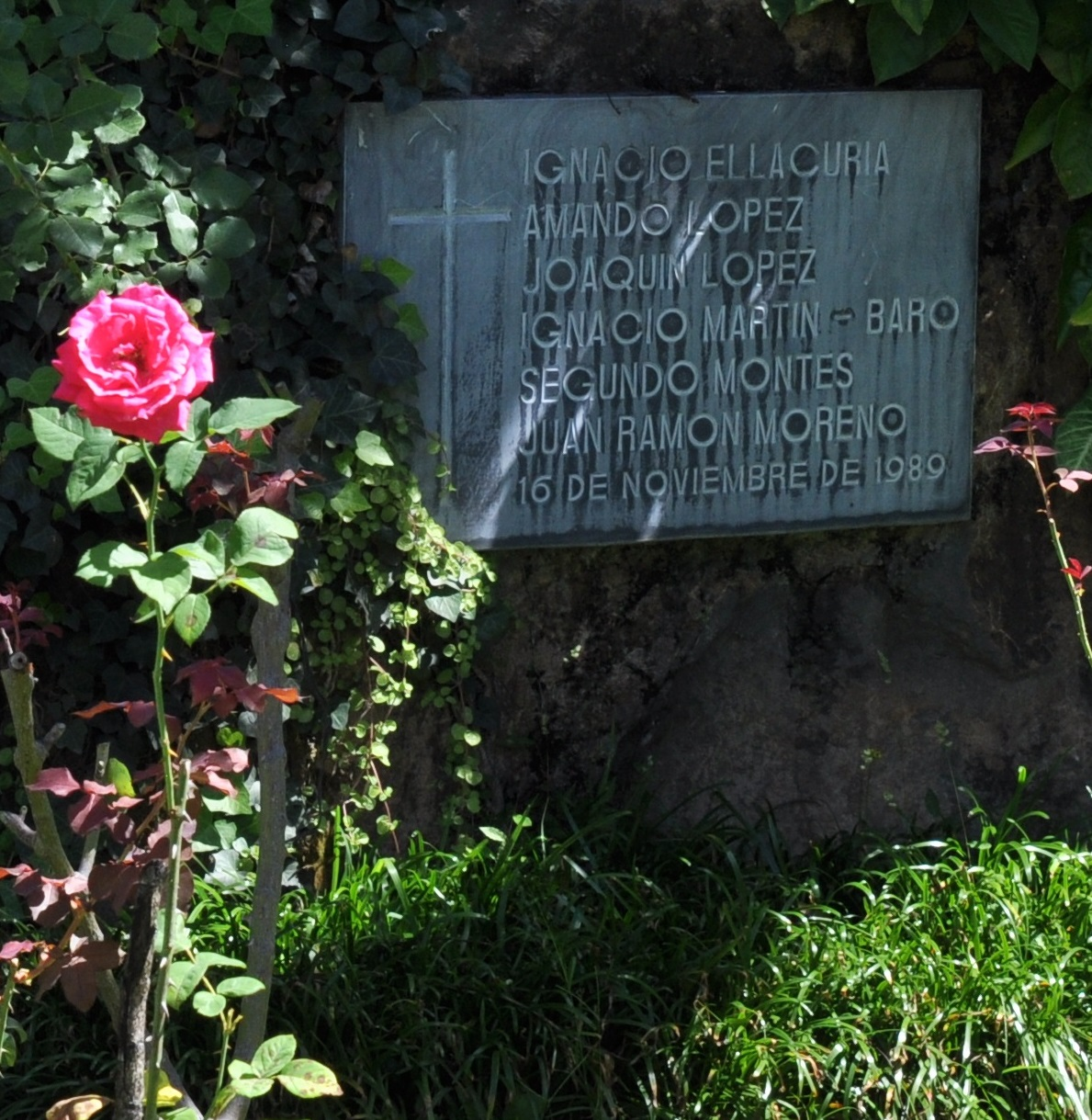
Placa memorial de los mártires de la UCA en el Jardín de las Rosas de la UCA (El Salvador) donde el 16 de noviembre de 1989 fueron asesinados por un batallón militar los sacerdotes Ignacio Ellacuría, Ignacio Martín-Baró, Segundo Montes, Juan Ramón Moreno, Amando López, y Joaquín López y López. Elba Ramos y su hija Celina Ramos serían asesinadas en sus habitaciones.

El 16 de noviembre de 1989 un batallón militar de El Salvador entró a la Universidad Centroamericana José Simeón Cañas (UCA) y asesinó a ocho personas hoy conocidos como los mártires de la UCA, seis sacerdotes jesuitas y dos empleadas: Ignacio Ellacuría, Ignacio Martín-Baró, Segundo Montes, Juan Ramón Moreno, Amando López, Joaquín López y López, Elba Ramos y Celina Ramos. Jon Sobrino, miembro de esa comunidad se encontraba de viaje y por esa razón salvó su vida. La UCA dirigida por Ellacuria era uno de los centros latinoamericanos más destacados de defensa de los derechos humanos y de la teología de la liberación, a través del método que Ellacuría denominó «teología histórica».
En 1990 y 1991 fueron editados dos de los principales trabajos de Ellacuría: Mysterium liberationis. Conceptos Fundamentales de Teología de la Liberación con Jon Sobrino -uno de los libros más completos sobre la teología de la liberación que recopila más de cincuenta trabajos escritos por los principales teólogos de la corriente- y Filosofía de la realidad histórica, en el que expone de detalladamente su método.
Contemporáneamente, a partir de 1989, también se publicaron los tres tomos de otro de los libros fundamentales de la teología de la liberación, Teología y liberación: escritura y espiritualidad, ensayos en torno a la obra de Gustavo Gutiérrez, un ambicioso enfoque ecuménico y global organizado alrededor de los textos de Gustavo Guitérrez que incluye trabajos de Jon Sobrino, Paulo Evaristo Arns, Stephen Kim, Desmond Tutu, José Dammert, Jorge Álvarez Calderón, Luis Alberto Gómez de Souza, Roberto Oliveros, Leonardo Boff, Joao Libanio, María Clara Bingemer, Pablo Richard, Johann Baptist Metz, Christian Duquoc, Jesús Espeja, Marc H. Ellis, entre otros.
Por la cantidad de torturas y asesinatos de sacerdotes, monjas y activistas cristianos en la década de 1980 el historiador especializado Howard Vos calificó en 1988 a este período de persecución de la iglesia latinoamericana como «la Iglesia de los mártires», denunciando que «solo en Centroamérica se cuentan mil ochocientos sacerdotes y monjas torturados y exiliados, y sesenta y nueve asesinados". El tema y la naturaleza del martirio cristiano en el marco de las violaciones masivas de derechos humanos y de terrorismo de Estado en América Latina será un tema de gran importancia para varios teólogos de la liberación. «A la espiritualidad, al modo de ser cristiano que surge en América Latina, le acompaña hoy la huella del martirio», dice el padre Gustavo Gutiérrez.

### De 1992 a 2004
En octubre de 1992 se realizó en Santo Domingo la IV Conferencia General del Episcopado Latinoamericano. La fecha y el lugar se eligió para que coincidiera con el cumplimiento de los quinientos años de la llegada de Cristóbal Colón a América. El evento se realizó a poco de finalizada la Guerra Fría, de la disolución de la Unión Soviética y de que en Estados Unidos se realizara el llamado Consenso de Washington que estableció el programa político-económico a seguir por los países de América Latina, con eje en las privatizaciones y la desregulación de los mercados, incluyendo la desregulación del mercado laboral mediante una política que se denominó de flexibilización laboral. Cultural y étnicamente la fecha y el evento estuvo signada por grandes debates y confrontaciones acerca del significado histórico de la llegada de los españoles a América, el término «descubrimiento» y la llamada conquista y colonización de América por parte de varios reinos europeos.
Dice Elina Vuola que «la profunda división dentro de la Iglesia fue evidente durante la propia Conferencia, y también se refleja en el documento final. En el documento no se menciona a la TL para nada, ni tampoco se cita a los teólogos para la liberación». Legorreta Zepeda en un artículo comparativo de las conferencias generales del episcopado latinoamericano dice que no puede entenderse lo que sucedió en la Conferencia de Santo Domingo «si se pasa por alto el hostigamiento de que fue objeto la opción eclesial de la liberación por parte de la Santa Sede y diversos episcopados latinoamericanos». Jon Sobrino publicó sus opiniones en el capítulo «Los vientos que soplaron y la evangelización de la cultura» en el libro publicado junto a Víctor Codina, Santo Domingo '92: crónica testimonial y análisis contextual, criticando la «imposición romana» y el «retroceso en teología» que se evidencia en el documento final.
Ese mismo año el padre Leonardo Boff había sido nuevamente sancionado a permanecer en silencio y dejar de enseñar. En esta oportunidad Boff consideró que la Iglesia católica estaba violando su «derecho inalienable a la libertad de expresión» y decidió asumir el estado laico para impedir que las sanciones disciplinarias se le pudieran aplicar, pasando a desempeñarse como profesor de la Universidad del Estado de Río de Janeiro (UERJ).
En la década de 1990 comenzó a hablarse del «ocaso» o «crisis» de la teología de la liberación, en un contexto discursivo en el que se hablaba también de otras «crisis» vinculadas con los conceptos novedosos de neoliberalismo y globalización, como la «crisis del Estado de bienestar» y la «crisis del derecho del trabajo», o del «fin del trabajo» y el «fin de la historia». En ese contexto la teología de la liberación desarrolló una tendencia a hacer más compleja la noción de «pobre», vinculándola a la diversidad étnica, de género, la espiritualidad, la ecología, la situación de los pueblos indígenas y la sexualidad. Scannone ha sostenido que la opción preferencial por los pobres, en el contexto de neoliberalismo y globalización, debe ser redefinida como opción preferencial por los excluidos.

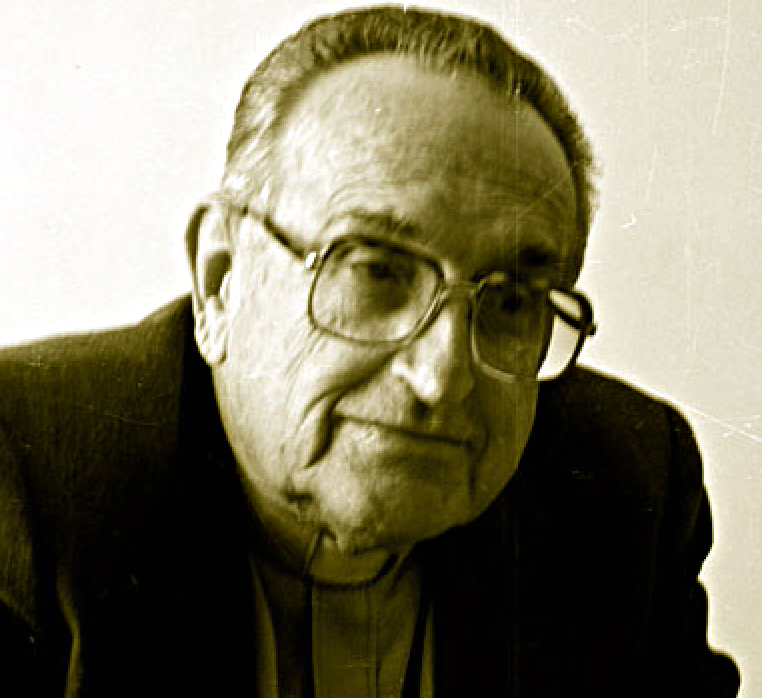
Padre Juan José Gerardi, obispo de Santa Cruz del Quiché (Guatemala), asesinado el 26 de abril de 1998, dos días después de dar a conocer Guatemala Nunca Más, denunciando en detalle más de cincuenta y cinco mil violaciones de derechos humanos.

El 26 de abril de 1998 fue asesinado en Guatemala a golpes el obispo Juan José Gerardi apenas dos días después de haber hecho público el informe interdiocesano Recuperación de la Memoria Histórica (REHMI), Guatemala Nunca Más, que detalló más de cincuenta y cinco mil violaciones de derechos humanos entre 1960 y 1996. El teólogo Fernando Bermúdez López escribió el artículo «Guatemala, tierra de mártires» en el que relata que «a lo largo y ancho del país, centenares de catequistas, veinte sacerdotes, dos religiosas y un obispo fueron asesinados y catorce templos convertidos en cuarteles del ejército. Juntamente con El Salvador, Guatemala es el país de América Latina que más mártires ha tenido».
Al finalizar el siglo XX se generó un debate sobre la desigual memoria y valoración de los mártires cristianos. En mayo de 2000 el papa Juan Pablo II dio a conocer el listado de «Nuevos Mártires» católicos del siglo XX, sumando un total de 12 692 personas, de las cuales 9781 pertenecen a Europa y la ex Unión Soviética y 333 a América Latina. El acto generó críticas en los ámbitos latinoamericanos relacionados con la teología de la liberación, sosteniendo que «se le había dado mucha importancia a los mártires de sistemas ateos como el comunismo y el nazismo pero no de igual manera a los mártires de dictaduras y gobiernos autodenominados cristianos como en América Latina». Sobre la misma cuestión Jon Sobrino publicó ese año un artículo titulado «Los mártires jesuánicos y el pueblo crucificado» en el que sostiene que «la muerte del pueblo crucificado es mucho más ignorada que la de los mártires jesuánicos, a veces es totalmente silenciada y quiere ser enterrada por los poderes de este mundo con más ahínco y vileza que otros mártires».
En 2003 el teólogo español Juan José Tamayo recibió una nota de la Conferencia Episcopal Española en la que le comunicaba que las autoridades eclesiásticas habían decidido cuestionar su libro Dios y Jesús. En él, afirma la nota, se renueva el antiguo error arriano de negar la divinidad de Jesucristo. Recordaban además que Tamayo «carece de misión canónica para enseñar teología y no ejerce la docencia en ningún Centro Superior de la Iglesia». Tamayo respondió con dureza a la comunicación reclamando por el hecho de no haber sido citado previamente, criticando el documento por no usar ni una sola vez «palabras como liberación, libertad, justicia, fraternidad-sororidad, comunidad, justicia, misericordia-compasión, pobres, opción por los pobres» y sosteniendo que «la Comisión Episcopal falsea mis textos, los manipula y saca de contexto, hasta hacerles decir lo contrario a lo que dicen, para demostrar que niego la divinidad y la resurrección, afirmación que sólo se encuentra en la mente y en los textos de mis censores, no en la mía, y menos aún en el libro Dios y Jesús».

### 2005 en adelante
Entre el 21 y el 25 de enero de 2005 se realizó en Porto Alegre el Primer Foro Mundial de Teología y Liberación, en el marco del V Foro Social Mundial. Sus conclusiones fueron publicadas en un libro titulado Otro mundo es posible (Reclamando una teología de la liberación). En el Foro se expuso la situación de las teologías de la liberación en cada continente, con enfoques especiales sobre las teologías feministas, la teología india, la teología dalit, la teología negra, la teología minjung, la teología ecológica, el diálogo interreligioso, etc. Sobre la teología asiática expusieron el indio Felix Wilfred y la filipina Emelina Villegas. La teología africana fue expuesta por la sudafricana Ramathete Dolamo y el ghanés Emmanuel Martey. La situación en Europa fue explicada por el italiano Rossino Gibellini y la alemana Sabine Plonz. Sobre las Américas expusieron el estadounidense Dwight Hopkins, los canadienses Michel Beaudin y Lee Cormie, la brasileña Tânia Mara y el colombiano Ignacio Madera.

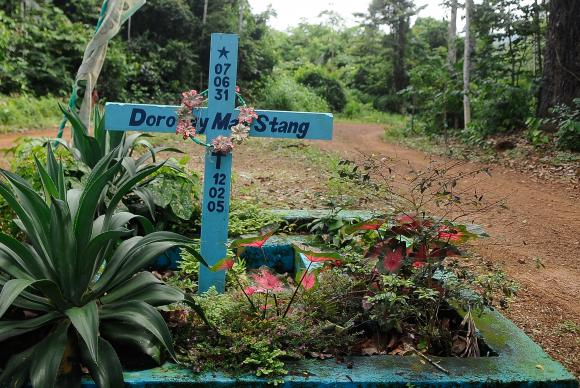
Tumba de la hermana Dorothy Stang asesinada en 2005 por su compromiso con los trabajadores rurales de la Amazonia brasileña.

El 12 de febrero de 2005 fue asesinada por orden de un terrateniente, la hermana Dorothy Stang, misionera de las Hermanas de Nuestra Señora de Namur y comprometida con las luchas de los trabajadores rurales de la Amazonia brasileña.
En 2006 la Congregación para la Doctrina de la Fe cuestionó varias partes de dos libros de Jon Sobrino: Jesucristo liberador: lectura histórico-teológica de Jesús de Nazaret (1991) y La fe en Jesucristo: ensayo desde las víctimas (1999) de Jon Sobrino. El sacerdote no aceptó la decisión considerando que no sería honrado hacerlo, explicando su posición en una carta dirigida al general de su orden, Peter Hans Kolvenbach. En la carta Sobrino cuestionando «el modo de proceder del Vaticano en los últimos veinte o treinta años» y «la campaña contra la teología de la liberación». Religiosos y personalidades de diversas partes del mundo se solidarizaron con Sobrino y condenaron lo que denominaron como «censura». Al solidarizarse con Sobrino, el teólogo Benjamín Forcano lamentó la persecución que el Vaticano estaba realizando contra teólogos como De Lubac, Danielou, Congar y Cheng, Ernesto y Fernando Cardenal, Leonardo Boff, Gustavo Gutiérrez, Hans Küng, Bernard Häring, Karl Rahner, Edward Schillebeeckx, Johann Bapotist Metz, Charles Curran o Giulio Girardi: «esa generación de teólogos fue brillante y maravillosa, -dijo entonces Forcano- fueron los que hicieron el Concilio Vaticano II».
En 2006 y 2007 se publican en Argentina los dos tomos del primer libro recopilatorio de textos del teólogo Lucio Gera, fundador de la teología del pueblo: Escritos teológicos pastorales de Lucio Gera. 1. Del Preconcilio a la Conferencia de Puebla (1956-1981) y Escritos teológicos pastorales de Lucio Gera. 2. De la conferencia de Puebla a nuestros días (1982-2007).

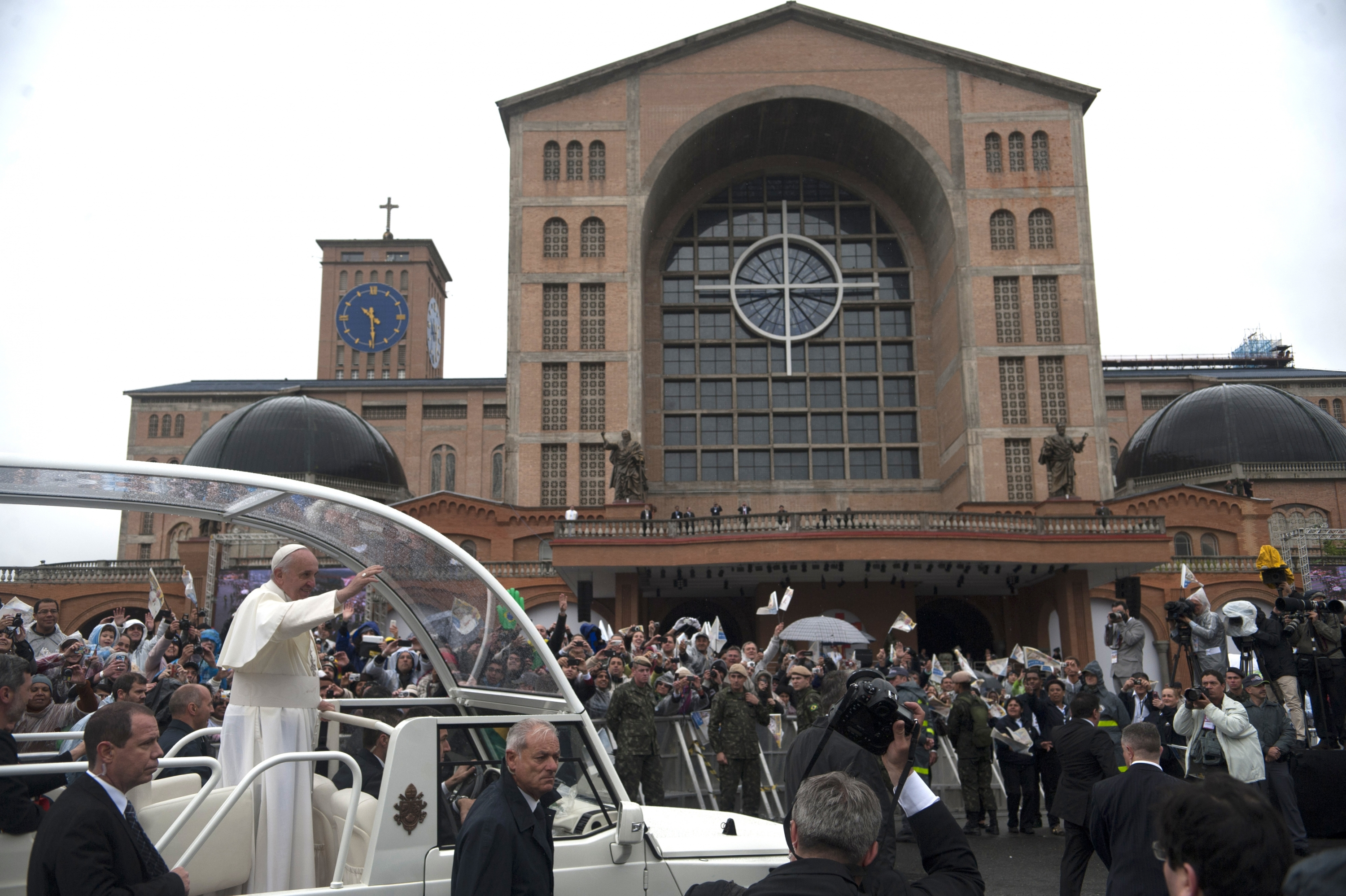
Francisco visita en 2013 la ciudad de Aparecida, donde seis años antes se realizó la V Conferencia General del Episcopado Latinoamericano y del Caribe en la que desempeñó un papel relevante cuando aún era Arzobispo de Buenos Aires.

En mayo de 2007 se realizó en Aparecida (Brasil) la V Conferencia General del Epicospado Latinoamericano y del Caribe. En los meses previos tanto en ámbitos católicos como protestantes ligados a la teología de la liberación se evaluaba con pesimismo el evento. El teólogo Gregorio Iriarte daba cuenta de este clima previo difundido por los medios de comunicación diciendo que «algunos habían llegado a "profetizar" que la Teología de la Liberación había muerto y que en la V Conferencia de Aparecida se firmaría su "certificado de defunción"!!!».

Pero, esa grave equivocación que partía quizás más de la ignorancia que de la mala voluntad. No se habían dado cuenta de que la Teología de la Liberación ha vivido, en carne propia, la parábola evangélica del grano de trigo. La enterraron, parecía que había muerto…. pero, de pronto, comenzó a mostrar nuevos brotes, de tal modo que algunas de sus más importantes propuestas teológicas las podemos ver presentes en el Documento de Aparecida. Contrariamente a las invectivas de algunos dignatarios, muy influyentes, de la Curia Romana y a la actitud «satanizadora» de algunos medios de comunicación, la Teología de la Liberación la podemos ver presente, en forma discreta pero muy real, en este tan importante Documento de nuestros Obispos que está llamado a orientar la vida pastoral de nuestra Iglesia Latinoamérica a lo largo de los próximos años.
P. Gregorio Iriarte o.m.i.

En Aparecida desempeñó un papel muy importante el cardenal Jorge Bergoglio, que en ese momento era arzobispo de Buenos Aires y que presidió la comisión redactora del documento final. Bergoglio ya había sorprendido por el apoyo obtenido en el Cónclave de 2005 que terminó eligiendo a Ratzinger como Papa. El teólogo de la liberación Juan Carlos Scannone ha contado que para Bergoglio los ejes del documento de Aparecida debían ser «Cristo y los pobres». Jon Sobrino, en su carta anual a Ignacio Ellacuría, dice que Aparecida «resultó mejor de lo que se esperaba, y no cerró puertas». El pastor bautista Harold Segura también elogió los aspectos positivos del documento de Aparecida desde la revista de teología Lupa Protestante, sobre todo la apertura a la cooperación ecuménica y destacó los reconocimientos de Gustavo Gutiérrez y José Comblin. Leonardo Boff fue más crítico del documento cuestionando el «esquematismo y el ahistoricismo de la cristología y de la eclesiología», algo que también observan Sobrino en su carta citada y Comblin.

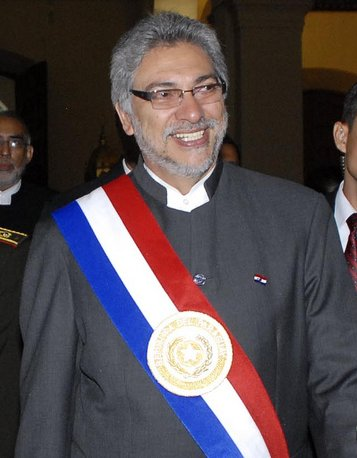
En 2008 el exobispo Fernando Lugo, identificado con la teología de la liberación, fue elegido presidente del Paraguay.

En 2008 Fernando Lugo, identificado con la teología de la liberación y conocido como «el Obispo de los Pobres», fue elegido democráticamente como Presidente del Paraguay, siendo derrocado en 2012 por un juicio político que duró un día y en el que se le dio un plazo de dos horas para defenderse, considerado como golpe de Estado por el Mercosur. y condenado también por la Unasur.
En 2012 Gerhard Ludwig Müller fue designado al frente de la Congregación para la Doctrina de la Fe. Ocho años antes, Müller y Gustavo Gutiérrez habían publicado juntos en Alemania y en alemán, el libro Pobre y para los pobres, que pasó relativamente desaparcibido. En 2014, ya elegido Francisco como Papa, Müller y Gutiérrez volvieron a publicar el libro, pero en Roma, en italiano y con prólogo de Francisco, despertando una considerable atención.
Desde la elección de Francisco como Papa en 2013, algunos observadores han opinado que la situación de la teología de la liberación en la Iglesia católica ha cambiado, en vista de que él mismo fue formado en la Argentina en la teología de la liberación, en su vertiente de teología del pueblo. Poco después de asumir, Francisco recibió el 11 de septiembre de 2013 al padre Gustavo Gutiérrez en un gesto considerado por los partidarios de esta teología como «un paso hacia la rehabilitación total de la Teología de la Liberación».
Otros observadores han considerado que la postura de Francisco no difiere de la de sus predecesores, pues la teología de la liberación nunca fue condenada en bloque, sino solo en los aspectos considerados erróneos por la Congregación de la Fe.
También han cambiado las posturas ante el papado de varios de los exponentes de la teología de la liberación a partir de la elección de Francisco. Leonardo Boff ha elogiado reiteradamente a Francisco, y en 2013 publicó el libro Francisco de Asís y Francisco de Roma donde analiza las vinculaciones entre la teología de la liberación y la teología del pueblo. Gustavo Gutiérrez consideró que se han producido algunos cambios favorables y se mostró optimista frente a lo que «queda por hacer». Jon Sobrino ha dicho que «todo ha cambiado con Francisco». Ernesto Cardenal ha dicho que «el mayor milagro es la aparición del papa Francisco, quien está haciendo una revolución en el Vaticano». Clelia Luro se mostró esperanzada de que Francisco establezca el celibato opcional en el marco de una gran reforma. Ivone Gebara desde la teología feminista piensa que Francisco «podría, con nuestra ayuda, reconocer los equívocos milenarios de la Iglesia y ayudarnos mutua y colectivamente a avanzar». Pedro Casaldáliga valora el hecho de que «la Teología de la Liberación se sintió respaldada por él (Francisco); ha valorizado las Comunidades Eclesiales de Base, en el objetivo de impulsar una Iglesia pobre para los pobres».
En 2014 se publicó el libro La Civilización de la pobreza: el legado de Ignacio Ellacuría para el mundo de hoy que reúne trabajos de Ernesto Cavassa, Martín Maier, Rodolfo Cardenal, Gustavo Gutiérrez, Jon Sobrino, Francisco de Aquino Júnior, Andrew Prevot, Thomas Fornet-Ponse, Sebastian Pittl, Michael Lee, Jonas Hagedorn, David Ignatius Gandolfo, Robert Lassalle-Klein y J. Matthew Ashley.
En 2024, el sociólogo argentino Martín Burgos publicó el libro “Francisco de América: el triunfo impensado de la Teología de la Liberación”, en el cual se plantea que el papado del jesuita porteño ha reivindicado en términos conceptuales y pastorales a la gran mayoría de los postulados que ha venido promoviendo la Teología de la Liberación desde los años ’70 hasta hoy. Sólo excluye en esa reflexión analítica a la utilización de categorías marxistas que han realizado algunas corrientes de la Teología de la Liberación, pero incluye en esa ponderación favorable a la opción preferencial por los pobres, la religiosidad popular, el énfasis pastoral puesto más en las “periferias” que en el “centro”, la libertad de expresión dentro de la Iglesia Católica, la crítica sistémica al modelo socioeconómico dominante, la valoración del proyecto político de la Patria Grande latinoamericana y la defensa de la Casa Común (el planeta Tierra), entre otras reivindicaciones centrales que han promovido diversos referentes de la Teología de la Liberación durante los últimos cincuenta años, las cuales pasaron a convertirse, en buena medida, en la voz oficial de la Iglesia Católica a partir de la llegada de Francisco a la Santa Sede en 2013, tal como lo plantea Burgos en su libro citando distintos documentos, entrevistas y homilías escritas por el papa argentino, reconstruyendo también toda la trayectoria apostólica de Bergoglio desde sus inicios como sacerdote jesuita en los años '60.

## Ideario
Como dice el teólogo argentino Juan Carlos Scannone, «lo común a todas las distintas ramas o corrientes de la teología de la liberación es que teologiza a partir de la opción preferencial por los pobres y usa para pensar la realidad social e histórica de los pobres, no solamente la mediación de la filosofía, como siempre utilizó la teología, sino también las ciencias humanas y sociales».

### Principales ideas
- Opción preferencial por los pobres.
- La salvación cristiana no puede darse sin la liberación económica, política, social e ideológica, como signos visibles de la dignidad del hombre.
- La espiritualidad de la liberación exige hombres nuevos y mujeres nuevas en el Hombre Nuevo Jesús.[181]
- La liberación implica una toma de conciencia ante la realidad socioeconómica latinoamericana y la necesidad de eliminar la explotación, la falta de oportunidades e injusticias de este mundo.
- La situación de la mayoría de los latinoamericanos contradice el designio histórico de Dios y es consecuencia de un pecado social.
- No solamente hay pecadores, sino que hay víctimas del pecado que necesitan justicia y restauración.
- El método del estudio teológico es la reflexión a partir de la práctica de la fe viva, comunicada, confesada y celebrada dentro de una práctica de liberación.[182]

Sin embargo, es capital destacar la apreciación que hace Gustavo Gutiérrez: al contrario que otros postulados teológicos o filosóficos, la teología de la liberación es un «acto segundo», es decir, emana de una experiencia de compromiso y trabajo con y por los pobres, de horror ante la pobreza y la injusticia, y de apreciación de las posibilidades de las personas oprimidas como creadores de su propia historia y superadores del sufrimiento. Para Gutiérrez esto no es sólo una cuestión metodológica, sino un compromiso de vida, un estilo de vivir, una forma de confesar la fe, es la espiritualidad.
Así, para Pedro Casaldáliga la reflexión y la vivencia de la espiritualidad de la liberación tienen, como consideración y exigencia básica, entender que ser cristiano, en cualquier parte, es ser en Jesucristo «Hombre Nuevo» (Efesios 4:22-24), un «hombre nuevo», cuyos rasgos principales son:
- La lucidez crítica frente a los medios de comunicación, estructuras, ideologías y supuestos valores, que resulta de la pasión por la verdad.
- La gratuidad de la fe y la vivencia de la gracia que conllevan a la humildad, la ternura, el perdón y la capacidad de descubrir.
- La libertad desinteresada que asume la austeridad y la pobreza para ser libres frente a los poderes del mundo.
- La libertad total de quienes están dispuestos a dar la vida por el Reino.
- La creatividad alegre, sin esquematismos.
- La denuncia profética como misión y servicio al lado de los más pobres.
- La fraternidad sin privilegios.
- El testimonio coherente, vivir lo que se proclama.
- La esperanza creíble de los testigos y constructores de la resurrección y del Reino.

### La base teológica y conceptual
El quehacer teológico se concibe como «reflexión crítica de la praxis histórica a la luz de la palabra», una teología de la transformación liberadora de la historia humana, que no solo piensa el mundo, sino que lo abre al don del Reino de Dios. Para llegar a ello, se sirve de los análisis de las ciencias sociales y de la teoría económica y social, con la visión espiritual profundamente trascendente del cristianismo, a la luz de la Palabra de Dios (Biblia y tradición apostólica). Esta teología encuentra una íntima relación entre la salvación y el proceso histórico de liberación del hombre, busca un análisis profundo del significado de la pobreza y de los procesos históricos de empobrecimiento y su relación con las clases sociales y se compromete con la participación en el proceso de liberación de los oprimidos como «lugar obligado y privilegiado» en la vida cristiana.

Como se ha observado con insistencia en los últimos años, el prójimo no es sólo el hombre tomado individualmente. Es, más bien, el hombre considerado en la urdimbre de las relaciones sociales. Es el hombre ubicado en sus coordenadas económicas, sociales, culturales, raciales. Es, igualmente, la clase social explotada, el pueblo dominado, la raza marginada. Las masas son también nuestro prójimo.
Gustavo Gutiérrez, Teología de la liberación. Perspectivas (1971)

Los derechos del pobre son derechos de Dios (Éxodo, Proverbios 14:31,17:5) y él ha elegido a los pobres (Santiago 2:5) y por tanto es él quien ha hecho la opción preferencial por los pobres para salvar a todos. Jesucristo se identificó con los pobres (Mateo 5:3) y claramente dijo que quien se relaciona con el pobre, con él mismo trata y a él mismo acepta o rechaza, a tal punto que esa relación será el criterio principal del Juicio Final (Mateo 25:31-46).[cita requerida]
Los pobres son víctimas del pecado que se convierte en un pecado social como estructura de acciones y omisiones que mantienen la opresión, la injusticia y la explotación.[cita requerida] Se trata de un pecado que va más allá de los pecados individuales y se transforma en una situación de pecado, un pecado colectivo que se convierte en pecado estructural, de manera que la situación de injusticia y corrupción se mantiene mediante un pecado institucional y una violencia institucionalizada. En tal situación de pecado el Reino de Dios es rechazado y el sistema de pecado lucha contra las comunidades y personas que anuncian la buena noticia de la liberación del pecado, de cómo podemos salvarnos «de esta generación perversa» (Hechos 2:40), estableciendo unas relaciones sociales nuevas de comunión, de plena solidaridad, de espiritualidad comunitaria que permitan que todos aporten para que cada cual pueda resolver sus necesidades (Hechos 2:42-47); unas relaciones de amor y fe, no solamente de palabra, sino en los hechos(1Juan 3:16-19, Santiago 2:14-17).[cita requerida]
«La injusticia e inhumanidad crece en los países industrializados, la globalización de la economía lleva claramente a la falta de solidaridad de nuestras sociedades.[cita requerida] La teología de la liberación en Latinoamérica es la primera alternativa contra el capitalismo. La mercantilización global de todas las cosas. Ya no solo es una teología contextual latinoamericana, sino que, con el desarrollo mencionado, se convierte en teología contextual universal».[cita requerida] Uno de sus máximos exponentes, el jesuita y mártir Ignacio Ellacuría, reclama una nueva civilización, la civilización de la pobreza, contrapuesta a la de la riqueza, puesto que esta se ha revelado como un nuevo Moloch que devora a las personas y el planeta.[cita requerida] Ellacuría y Sobrino, comparan la muerte de personas en el mundo pobre, en el sur, con el Siervo de Yaveh, y afirman que poseen una santidad elemental, jesuánica.
Refiriendo una nueva iglesia de los pobres, el teólogo protestante Jürgen Moltmann, inauguró con las palabras arriba expuestas, una serie de conferencias sobre el tema de la teología de la liberación corriendo el año de 1999 en la Iglesia católica alemana.[cita requerida]
La relación del cristianismo y la pobreza, ha sido fundamental para la historia y la difusión de la religión en todos los tiempos.[cita requerida] Apoyada a veces, criticada en otras ocasiones,[cita requerida] la teología de la liberación se ha dedicado a difundir el evangelio cristiano con un peculiar estilo al igual en países en desarrollo que en aquellos menos favorecidos en lo económico,[cita requerida] afirmando «la necesidad de conversión de toda la Iglesia para una opción preferencial por los pobres, con miras a su liberación integral». «Esta opción, exigida por la realidad escandalosa de los desequilibrios económicos en América Latina, debe llevar a establecer una convivencia humana digna y fraterna y a construir una sociedad justa y libre».
Su filosofía es de condena a la situación de empobrecimiento que sostiene la pobreza y de apego al pobre.[cita requerida] Se atribuye el comienzo de la teología de la liberación a la publicación del libro Teología de la liberación (1971), de Gustavo Gutiérrez Merino, sacerdote diocesano peruano más tarde dominico, quien había sido uno de los consultores de la II Conferencia General del Episcopado Latinoamericano en Medellín (1968). Dado que en la Conferencia Episcopal del CELAM en Medellín se había hecho énfasis en el compromiso de la Iglesia católica con los pobres, el libro de Gutiérrez se interpretó como la respuesta y el detonante. Ese mismo año, sacerdotes de villas populares ocuparon la Catedral de Santiago de Chile y extendieron un lienzo en su frontis con la leyenda «junto con el pueblo y su lucha», acogiendo los principios de la teología de la liberación, y dando forma a la Iglesia Joven.

### Planteamiento teológico

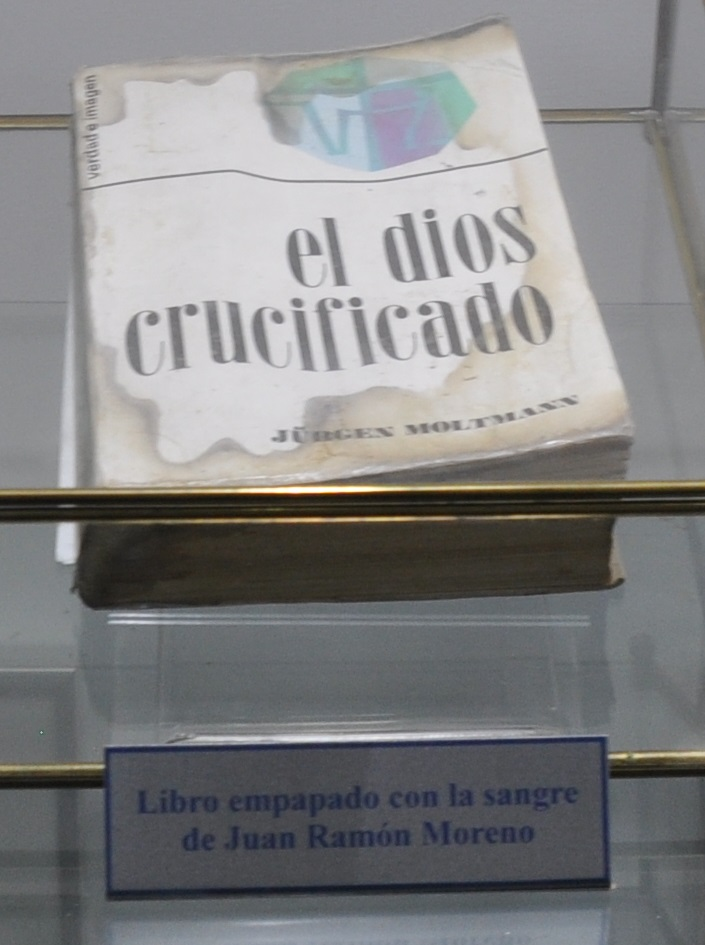
El libro El dios crucificado (1972) del teólogo protestante alemán Jürgen Moltmann empapado con la sangre del padre jesuita Juan Ramón Moreno, uno de los mártires de la UCA asesinado en El Salvador el 16 de noviembre de 1989.

La novedad de la teología de la liberación no radica en la temática, sino en el método: lo primero es la vida desde la que se cree, el compromiso, el seguimiento a Jesús, lo segundo es la reflexión de la fe, la teología, que reflexiona a partir de la práctica de la fe, de una fe viva comunicada y celebrada dentro de una práctica de liberación.  Al respecto escribió Gustavo Gutiérrez:

En teología de la liberación consideramos que la senda para discurrir racionalmente sobre Dios se halla dentro de una ruta más ancha y desafiante: la del seguimiento de Jesús. Hablar de Dios supone vivir en profundidad nuestra condición de discípulos de Aquel que dijo precisamente que era el camino.
Quehacer teológico y experiencia eclesial 242-243.

El eje de la teología de la liberación son los pobres, la realidad y el desafío más impactante de la situación del pueblo. Según Gustavo Gutiérrez, si el pobre se convierte en el sujeto y en el tema de fondo de la teología de la liberación no es por razones políticas, sociales o económicas, sino fundamentalmente por razones teológicas bíblicas. Dios, en la Biblia está del lado del pobre, lo ama y le ofrece y anuncia en Jesucristo la buena noticia (Lucas 4:17-21), su reino. «Estar junto al pobre, en este sentido, es estar del lado del que Dios está. Por consiguiente, la Iglesia, si es verdadera Iglesia, es una Iglesia de los pobres».
Muchos sacerdotes y agentes de pastoral practican y aceptan los supuestos de esta teología en varios países de América Latina. Gutiérrez afirma:

Hablar de una teología de la liberación es buscar una respuesta al interrogante: ¿qué relación hay entre salvación y el proceso histórico de liberación del hombre?
Teología de la liberación. Perspectivas

Algunos sectores de la Iglesia católica han mantenido una postura cauta frente a la teología de la liberación. Por un lado, Juan Pablo II, en una carta al episcopado brasileño y de fecha 9 de abril de 1986, indicó: «La teología de la liberación es, no sólo oportuna, sino útil y necesaria». Por otro lado, la Congregación para la doctrina de la fe publicó dos documentos (Libertatis nuntius, Libertatis conscientia) en los que avisaba del «peligro de un uso de elementos de tipo no compatibles con el Evangelio».
Con una orientación diferente, otros sectores de la Iglesia Católica, principalmente en Latinoamérica, han adoptado sus principios, como lo hizo el Consejo Episcopal Latinoamericano, no sin tensiones internas, en las conferencias de Medellín (1968), Puebla (1979) y Aparecida (2007). En 2004 Gerhard Ludwig Müller y el padre Gutiérrez publicaron en alemán su libro en coautoría Pobre y para los pobres, que pasó relativamente desapercibido, aunque en 2012 Müller fue designado prefecto de la Congregación para la Doctrina de la Fe.
La actitud frente a la teología de la liberación en el Vaticano y en la Iglesia occidental parece haber cambiado notablemente a partir de la asunción del papa Francisco en 2013, quien ha mostrado un fuerte influjo en su pensamiento de la teología de la liberación, sobre todo en su vertiente de la teología del pueblo, como lo han hecho notar los teólogos Juan Carlos Scannone y Carlos María Galli.

Luego de un primer milenio de la Iglesia signado por las iglesias orientales y del segundo dirigido por la iglesia occidental se puede avizorar un milenio marcado por las iglesias del sur en la catolicidad, universalidad centrada en Roma y enriquecida por todas las particularidades... En 2013 la revolucionaria renuncia de Benedicto XVI y la revolucionaria elección de Francisco indicaron el soplo del Viento de Dios que trajo al Papa del sur del Sur. Francisco es un icono pastoral de la Iglesia encarnada en esta región, que ahora tiene la solicitud por todas las iglesias. Jorge Mario Bergoglio expresó reiteradamente su pertenencia eclesial, teológica, espiritual, afectiva, cultural y política a América Latina. En varios de sus escritos hizo una hermenéutica de nuestra cultura, con aquellos que «se animaron a pensar América desde América y como latinoamericanos».
P. Carlos María Galli

Una señal de este cambio de postura del Vaticano ante la teología de la liberación, fue la reedición en 2014, del libro Pobre y para los pobres, de Müller y Gutiérrez, esta vez en italiano y con prólogo de Francisco, presentado además por el padre Gutiérrez en uno de los auditorios del Vaticano.

## Ramas y vertientes
Scannone señala la existencia de cuatro grandes vertientes de la teología de la liberación: a) la teología desde la praxis pastoral de la Iglesia, en la que cita Eduardo Pironio; b) la teología desde la praxis de grupos revolucionaria, citando como representante a Hugo Assmann y los Cristianos por el Socialismo; c) la teología desde la praxis histórica que continúa y radicaliza las perspectivas abiertas por Gustavo Gutiérrez; d) la teología desde la praxis de los pueblos latinoamericano, en la que incluye la teología del pueblo.

### Gustavo Gutiérrez
Uno de sus representante más destacados es el sacerdote peruano Gustavo Gutiérrez Merino, quien en el II Encuentro de Sacerdotes y Laicos realizado en Chimbote, Perú, entre el 21 y el 25 de julio de 1968 divulgó el concepto en su conferencia Hacia una Teología de la Liberación y escribió el libro Teología de liberación - Perspectivas (1971).

### Rubem Alves y la rama protestante
Entre los teólogos protestantes debe mencionarse al pedagogo presbiteriano brasileño Rubem Alves, quien en 1968 presentó su tesis de doctorado en la Universidad de Princeton, originalmente titulada Towards a theology of human liberation (Hacia una Teología de la Liberación Humana), publicada posteriormente como Una teología de la esperanza humana. Alves fue alumno, en Princeton y antes en Campinas, de Richard Shaull, quien desde 1962 se dedicó a exponer y escribir sobre la «teología de la revolución».

### Teología del pueblo

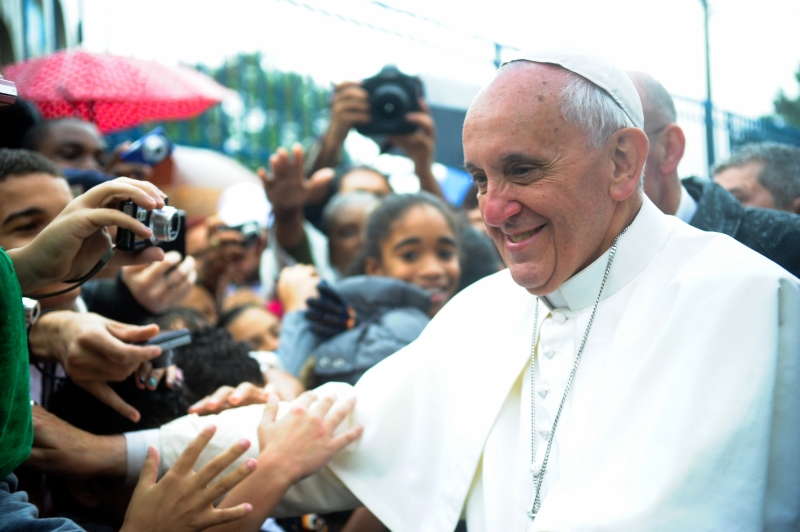
El papa Francisco ha sido muy influido por la escuela argentina de la Teoría de la liberación conocida como Teología del pueblo.

La Teología del pueblo es una rama de la teología de la liberación nacida en la Argentina en 1969 que, según Scannone, ha influido fuertemente en el pensamiento del Papa Francisco.
La Teología del pueblo toma la crucial «opción preferencial por los pobres» de la Teología de la liberación, pero no pone en el centro la categoría de la «lucha de clases», sino la noción de «pueblo» y las particularidades que toman las luchas populares y la cultura en América Latina. La Teología del pueblo sostiene que a partir de la globalización y la profundización de los procesos de exclusión, la «opción preferencial por los pobres» debe expresarse como «opción preferencial por los excluidos».
Entre los principales exponentes se encuentran el teólogo jesuita Juan Carlos Scannone, Lucio Gera, el Movimiento de Sacerdotes para el Tercer Mundo, el padre Mugica, Jerónimo Podestá, Clelia Luro, Arturo Paoli, Francisco Huidobro, Enrique Angelelli, Jaime de Nevares, entre otros.

### Leonardo Boff

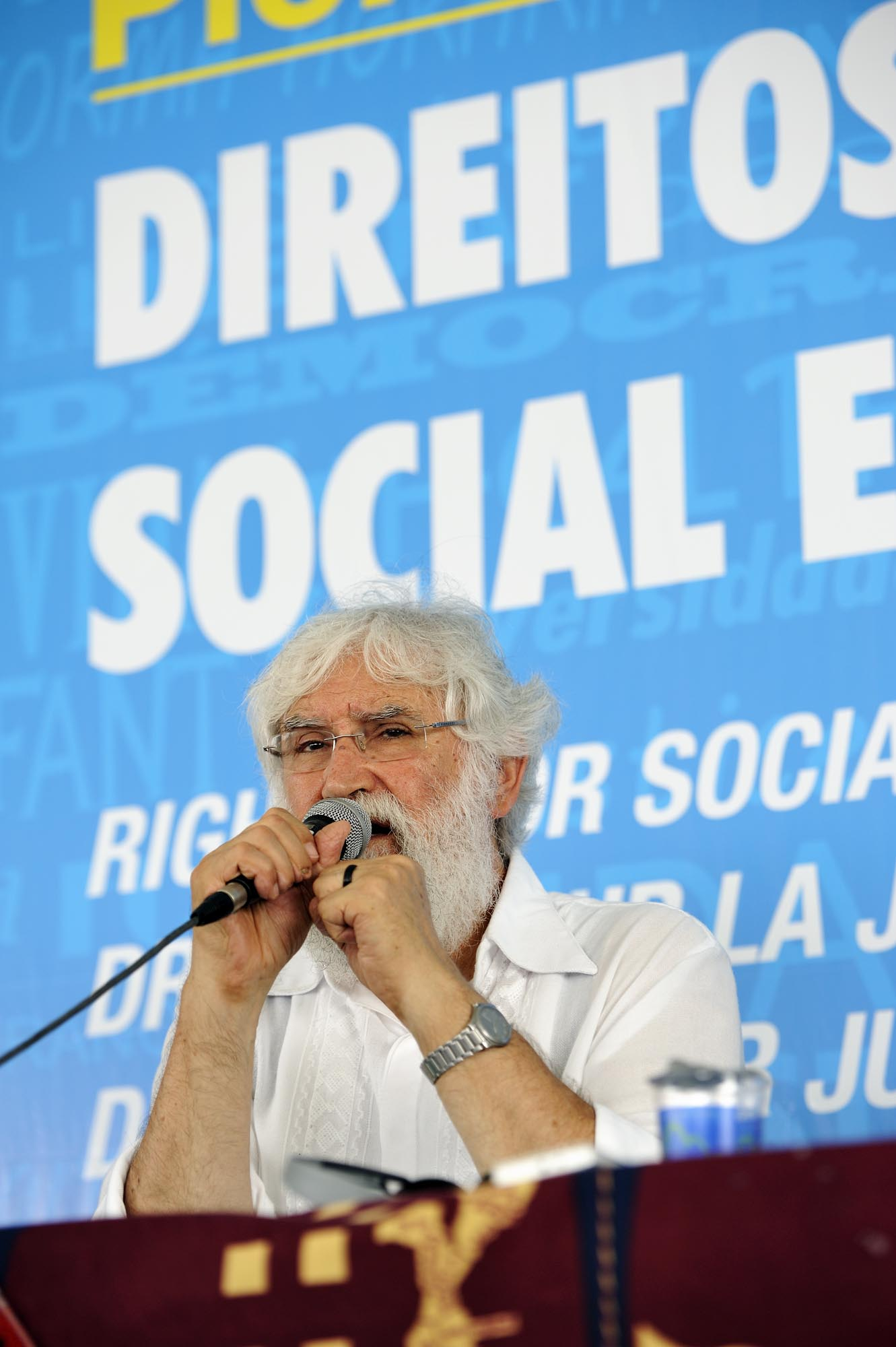
El teólogo brasileño Leonardo Boff, uno de los fundadores de la teología de la liberación.

El teólogo, filósofo y exsacerdote católico brasileño Leonardo Boff, está considerado como uno de los fundadores de la Teología de la liberación, a partir de su praxis con las Comunidades Eclesiales de Base (CEBs) existentes desde comienzos de la década de 1960. Boff, que trabaja también con el Movimiento de los Trabajadores Rurales Sin Tierra, sostiene una teología en la que la opción por los pobres y el cuidado de la Tierra como Pachamama, están íntimamente imbricadas, del mismo modo que lo masculino y lo femenino. Es autor de más de sesenta libros entre los que se destacan Pasión de Cristo, pasión del mundo (1977), Las comunidades de base reinventan la Iglesia (1979), La vida religiosa en el proceso de liberación (1979), ¿Cómo hacer Teología de Liberación? (1986), Ética planetaria desde el gran Sur (2000) y Globalización: desafíos socioeconómicos, éticos y educativos (2001).
Fuertemente enfrentado al papa Juan Pablo II y al cardenal Joseph Ratzinger (futuro papa Benedicto XVI, cuando este último dirigía la Congregación para la Doctrina de la Fe, fue condenado al silencio en 1985 y se autoproclamó al estado laico en 1992, cuando estaba siendo nuevamente juzgado por el Vaticano. Ha manifestado su apoyo al papa Francisco en la esperanza de que inaugure «una dinastía de papas del Tercer Mundo».

### Corrientes guerrilleras

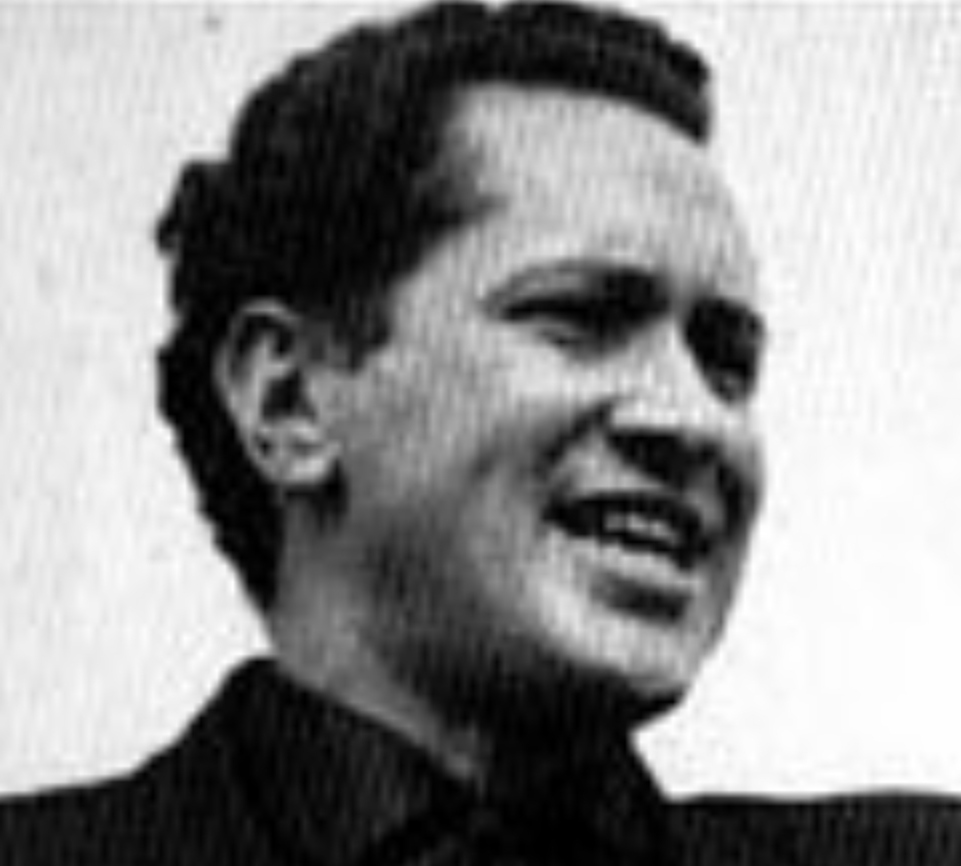
El sacerdote Camilo Torres Restrepo, cofundador, junto con Orlando Fals Borda, de la primera facultad de Sociología de Colombia y miembro del movimiento guerrillero ELN, muerto en combate en 1966.

Otras de las ideas bases para el inicio de la teología de la liberación surgen a partir de la vida y teología del sacerdote colombiano Camilo Torres Restrepo (1929-1966), quien fue cofundador, junto con Orlando Fals Borda, de la primera facultad de Sociología de Colombia en la Universidad Nacional de Colombia y luego ingresó como guerrillero al Ejército de Liberación Nacional de Colombia, resultando muerto en su primer combate contra el ejército regular.

Yo he dejado los privilegios y deberes del clero, pero no he dejado de ser sacerdote. Creo que me he entregado a la Revolución por amor al prójimo. He dejado de decir misa para realizar ese amor al prójimo, en el terreno temporal, económico y social. Cuando mi prójimo no tenga nada contra mí, cuando haya realizado la Revolución, volveré a ofrecer misa si Dios me lo permite. Creo que así sigo el mandato de Cristo: «Si traes tu ofrenda al altar y allí te acuerdas de que tu hermano tiene algo contra ti, deja allí tu ofrenda delante del altar, y anda, reconcíliate primero con tu hermano, y entonces ven y presenta tu ofrenda» (San Mateo V, 23-24).
Camilo Torres, «Mensaje a los cristianos», Frente Unido, núm. 1, 26/08/1965, Bogotá.

El ejemplo de Camilo Torres Restrepo fue tomado por otros sacerdotes y católicos del común, que posteriormente tratarían de continuar su obra no solo en Colombia, sino en toda América. Entre ellos pueden mencionarse el sacerdote asturiano Gaspar García Laviana en Nicaragua, el sacerdote aragonés Manuel Pérez Martínez (el cura Pérez) quien llegó a ser el comandante del Ejército de Liberación de Colombia y los sacerdotes Rafael Yacuzzi y Jorge Adur, que integraron la organización Montoneros en Argentina.

### Teología feminista de la liberación
Diversas corrientes de teología feminista, en especial aquellas que se autodenominan como teologías feministas de la liberación, mantienen una estrecha relación, tanto de crítica como de identificación, con las demás corrientes teología de la liberación. Este proceso se ha producido sobre todo en el marco de la Asociación Ecuménica de Teólogos/as del Tercer Mundo en América Latina (ASETT). La teología feminista de la liberación pone el acento en la necesidad de redefinir «la opción por el pobre como opción por la mujer pobre».
La teología feminista de la liberación comienza a tomar entidad como vertiente con identidad propia en 1979 con el Primer Congreso de Mujeres Teólogas realizado en México a fines de 1979, consolidándose en el segundo y tercer congresos, realizados en 1985 en Buenos Aires y 1993 en Río de Janeiro.
La teología feminista en general y la de la liberación en particular pone énfasis en el carácter colectivo de las obras. Algunas de las mujeres que actúan en la teología feminista de la liberación son Elsa Támez, María Pilar Aquino, Ivone Gebara, María Clara Bingemer, Clelia Luro.

### Teología india
La teología india es una corriente teológica que tiene expresiones interreligiosas y ecuménicas e instancias organizativas en varias iglesias, que se caracteriza por recuperar el pensamiento y las creencias religiosas milenarias de los pueblos originarios de América o Abya Yala, perseguidas y reprimidas, para relacionarlas con las teologías y creencias religiosas actuales. Como corriente teológica con identidad propia aparece a comienzos de la década de 1990 muy vinculada con los movimientos de crítica y protesta contra los eventos de celebración del 500.º aniversario de la llegada de los europeos a América.
La teología india se relaciona con las pastorales indígenas que tienen varias iglesias y movimientos religiosos. Varios de sus integrantes consideran a la teología india como vertiente más o menos autónoma de la teología de la liberación. Algunos de los principales pensadores y teólogos indios son el sacerdote católico zapoteca Eleazar López Hernández, el boliviano Xavier Albó, el chileno Diego Irarrázaval, el sacerdote católico quechua Domingo Llanque Chana, entre otros.

### Otros exponentes
Otros exponentes destacados de esta corriente han sido los teólogos Leonardo Boff (brasileño), Jon Sobrino (español), Juan Luis Segundo (uruguayo), Pablo Richard (chileno), Elsa Támez (mexicana), José Porfirio Miranda (mexicano), Hugo Assmann (brasileño), Pere Casaldáliga (español), Pedro Trigo SJ (español-venezolano). Otro sector, estuvo representado por los sacerdotes revolucionarios Camilo Torres Restrepo (colombiano), Manuel Pérez Martínez (español), y Gaspar García Laviana, (español).

## Posturas sobre la teología de la liberación

### Postura de la Iglesia católica

#### Hasta 2013
En la década de 1980 el papa Juan Pablo II solicitó a la Congregación para la Doctrina de la Fe que se pronunciara sobre la Teología de la Liberación. Como respuesta a esta petición, este organismo ha establecido el marco doctrinal sobre la Teología de la Liberación del magisterio de la Iglesia, definiendo así la postura oficial de la Iglesia católica. La Congregación para la Doctrina de la Fe emitió dos instrucciones sobre el tema: Libertatis nuntius en 1984 y Libertatis conscientia en 1986. La primera de ellas está dedicada expresamente a analizar la teología de la liberación como tal, y la segunda a analizar más profundamente el tema de la libertad cristiana y la liberación. La segunda instrucción comenta que ambas guardan una «relación orgánica» (Libertatis conscientia" n. 2).
La «Instrucción sobre algunos aspectos de la "teología de la liberación"» (Libertatis nuntius) de la Congregación para la Doctrina de la Fe fue emitida el 6 de agosto de 1984. Consta de una introducción, nueve capítulos y una conclusión. La Instrucción fue firmada por Joseph Card. Ratzinger en su carácter de prefecto y Alberto Bovone, en su condición de secretario; y fue aprobada para su publicación por el papa Juan Pablo II. En la introducción del documento, la Congregación para la Doctrina de la Fe advierte:

La presente Instrucción tiene un fin más preciso y limitado: atraer la atención de los pastores, de los teólogos y de todos los fieles, sobre las desviaciones y los riesgos de desviación, ruinosos para la fe y para la vida cristiana, que implican ciertas formas de teología de la liberación que recurren, de modo insuficientemente crítico, a conceptos tomados de diversas corrientes del pensamiento marxista. Esta llamada de atención de ninguna manera debe interpretarse como una desautorización de todos aquellos que quieren responder generosamente y con auténtico espíritu evangélico a «la opción preferencial por los pobres». De ninguna manera podrá servir de pretexto para quienes se atrincheran en una actitud de neutralidad y de indiferencia ante los trágicos y urgentes problemas de la miseria y de la injusticia. Al contrario, obedece a la certeza de que las graves desviaciones ideológicas que señala conducen inevitablemente a traicionar la causa de los pobres.
Libertatis nuntius

Además, las advertencias más importantes que el magisterio de la Iglesia, a través de la Congregación para la Doctrina de la Fe, realiza a ciertas ramas de la teología de la liberación, y que constituyen el núcleo duro de la crítica a dichas ramas teológicas, son las siguientes:

No se puede tampoco localizar el mal principal y únicamente en las «estructuras» económicas, sociales o políticas malas, como si todos los otros males se derivasen, como de su causa, de estas estructuras, de suerte que la creación de un «hombre nuevo» dependiera de la instauración de estructuras económicas y sociopolíticas diferentes. Ciertamente hay estructuras inicuas y generadoras de iniquidades, que es preciso tener la valentía de cambiar. Frutos de la acción del hombre, las estructuras, buenas o malas, son consecuencias antes de ser causas. La raíz del mal reside, pues, en las personas libres y responsables, que deben ser convertidas por la gracia de Jesucristo, para vivir y actuar como criaturas nuevas, en el amor al prójimo, la búsqueda eficaz de la justicia, del dominio de sí y del ejercicio de las virtudes.

Lo que estas «teologías de la liberación» han acogido como un principio, no es el hecho de las estratificaciones sociales con las desigualdades e injusticias que se les agregan, sino la teoría de la lucha de clases como ley estructural fundamental de la historia. [...] En esta concepción, la lucha de clases es el motor de la historia. La historia llega a ser así una noción central. Se afirmará que Dios se hace historia. [...] Por esto se tiende a identificar el Reino de Dios y su devenir con el movimiento de la liberación humana, y a hacer de la historia misma el sujeto de su propio desarrollo como proceso de la autorredención del hombre a través de la lucha de clases. Esta identificación está en oposición con la fe de la Iglesia, tal como la ha recordado el Concilio Vaticano II. [...] Privilegiando de esta manera la dimensión política, se ha llegado a negar la radical novedad del Nuevo Testamento y, ante todo, a desconocer la persona de Nuestro Señor Jesucristo, verdadero Dios y verdadero hombre, al igual que el carácter específico de la liberación que nos aporta, y que es ante todo liberación del pecado, el cual es la fuente de todos los males. [...] Así se da una interpretación exclusivamente política de la muerte de Cristo. Por ello se niega su valor salvífico y toda la economía de la redención.
Libertatis nuntius

Sin embargo, también se reconoce la importancia de no olvidar los deberes cristianos de caridad para con los pobres, expresando que estas advertencias no pueden «servir de pretexto para quienes se atrincheran en una actitud de neutralidad y de indiferencia ante los trágicos y urgentes problemas de la miseria y de la injusticia»:

Por tanto, se hace a la Iglesia un profundo llamamiento. Con audacia y valentía, con clarividencia y prudencia, con celo y fuerza de ánimo, con amor a los pobres hasta el sacrificio, los pastores –como muchos ya lo hacen–, considerarán tarea prioritaria el responder a esta llamada.
Libertatis nuntius

La instrucción sobre libertad cristiana y liberación (Libertatis conscientia) de la Congregación para la Doctrina de la Fe fue emitida el 22 de marzo de 1986. Consta de cien puntos, distribuidos en una introducción, cinco capítulos y una conclusión. Esta instrucción profundiza más en los aspectos teológicos de la liberación cristiana.
La Congregación para la Doctrina de la Fe se ha pronunciado también sobre algunas de las obras de los teólogos de la liberación católicos:
- En 1985 emitió una notificación cuestionando partes de la obra Iglesia: carisma y poder. Ensayo de eclesiología militante de Leonardo Boff,[227] estableciendo también que debería permanecer en «silencio voluntario», período durante el cual «no podrá desempeñar sus actividades de conferenciante y escritor».[228] La notificación fue firmada por el cardenal Joseph Ratzinger, con aprobación del papa Juan Pablo II.[227] Leonardo Boff ha sido muy crítico de esta decisión y en 1991 se autodeclaró en estado laico.

- En 2006 emitió una notificación cuestionando varias partes de las obras Jesucristo liberador: lectura histórico-teológica de Jesús de Nazaret (1991) y La fe en Jesucristo: ensayo desde las víctimas (1999) de Jon Sobrino. La notificación fue firmada por el cardenal William Levada, con aprobación del papa Benedicto XVI.[229] En nota explicativa, la misma Congregación hace un resumen de los puntos centrales de la doctrina católica con los que no son conformes algunas conclusiones del padre Sobrino: la divinidad de Jesucristo, la encarnación del Hijo de Dios, la relación de Jesús con el Reino de Dios, su autoconciencia, el valor salvífico de su muerte.[230] El padre Sobrino no adhirió a la notificación en contra de su obra criticando la decisión de la Congregación para la Doctrina de la Fe sobre su obra explicando que «un buen número de teólogos han leído mis dos libros antes de que fuese publicado el texto de la Congregación de la Fe de 2004 [...] Su juicio unánime es que en mis dos libros no hay nada que no sea compatible con la fe de la Iglesia. [...] Por ello no me parece honrado suscribirla».[231]

#### Durante el papado de Francisco
El 11 de septiembre de 2013, el papa Francisco se reunió con Gustavo Gutiérrez en Roma, llevando a algunos a sostener que esto se trata de un signo de mejora en las relaciones entre la jerarquía y los teólogos de la liberación. El mismo mes, L'Osservatore Romano publicó un artículo del prefecto de la Congregación para la Doctrina de la Fe, el cardenal Gerhard Müller, en el que se elogia a Gustavo Gutiérrez. Juan Carlos Scannone ha explicado que la teología de la liberación de tenía al menos cuatro corrientes y que una de ellas era la «corriente argentina», que se diferencia de la corriente a la que pertenece Gustavo Gutiérrez debido a que no utiliza el análisis marxista de la sociedad, ni los conceptos y categorías del materialismo dialéctico (ya que no cree en la lucha de clases como el motor de la historia, ni como un principio determinante para entender la sociedad). En realidad, está corriente argentina muestra un énfasis por el desarrollo de un análisis histórico-cultural (sin menospreciar el análisis socio-estructural), lo cual es contrario al análisis social marxista, que privilegia la infraestructura (relaciones sociales en sus estructuras productivas-económicas) como base de la superestructura (que contiene los aspectos culturales e ideológicos de las relaciones sociales) en el materialismo histórico. Scannone afirmaría:

Este tipo de teología, sin categorías marxistas, formó parte del ambiente en el cual él ejerció su pastoral (...) la línea argentina de la teología de la liberación, que algunos llaman ‘teología del pueblo’, ayuda a comprender la pastoral de Bergoglio como obispo; así como muchas de sus afirmaciones y enseñanzas.
Juan Carlos Scannone

El 18 de enero de 2014, el papa Francisco se reunió con Arturo Paoli, sacerdote italiano que el papa conoció en Argentina. Paoli es conocido como uno de los exponentes de la Teología de la Liberación y la reunión fue vista como un signo de «reconciliación» entre el Vaticano y los liberacionistas.
Miguel d'Escoto, sacerdote en Nicaragua, había sido sancionado con una suspensión a divinis de sus funciones públicas por el papa Juan Pablo II en 1984, debido a su actividad política izquierdista en el gobierno sandinista de Nicaragua. El papa Francisco levantó la suspensión en agosto de 2014, en respuesta a la petición formulada por d'Escoto.
En 2015, durante una conferencia de prensa en el Vaticano, albergada por Caritas Internationalis, Gutiérrez señaló que mientras que ha habido algunos momentos de dificultad en el pasado en cuanto al diálogo con la Congregación para la Doctrina de la Fe, la Teología de la Liberación nunca fue condenada. Aunque reconoció por parte de la Iglesia un énfasis cada vez más claro en la opción por los pobres, Gutiérrez no consideró que la Teología de la Liberación estuviese atravesando una rehabilitación, puesto que esta nunca habría sido «deshabilitada».
En enero de 2017 Francisco declaró que:

La teología de la liberación fue una cosa positiva en América Latina. Fue condenada por el Vaticano la parte que optó por el análisis marxista de la realidad. El cardenal (Joseph) Ratzinger hizo dos instrucciones cuando era perfecto de la Doctrina de la Fe. Una muy clara sobre el análisis marxista de la realidad. Y la segunda retomando aspectos positivos. La teología de la liberación tuvo aspectos positivos y también tuvo desviaciones, sobre todo en la parte del análisis marxista de la realidad.
Papa Francisco

En mayo de 2022, durante su mensaje a la Pontificia Comisión para América Latina (CAL), Francisco volvió a referirse a la teología de la liberación en sus inicios:

...para caminar juntos siempre es importante mantener el pensamiento incompleto. Yo le tengo alergia a los pensamientos ya completos y cerrados. Yo recuerdo cuando, al inicio de la teología de la liberación, que se jugaba mucho con el análisis marxista, sobre la cual el papa y el general de los jesuitas reaccionaron muy fuertemente. Y aparecieron dos volúmenes sobre la intuición latinoamericana, sobre la identidad latinoamericana para seguir este camino, y casi el ochenta por ciento de las notas estaban en alemán. No tenían la menor idea: era una ideologización de lo que es un camino telúrico latinoamericano. Y digo telúrico, porque la espiritualidad latinoamericana esta agarrada a la tierra, no se la puede separar.
Francisco

### Declaración sobre supuestos vínculos con el KGB
En 2015, en una entrevista para la agencia de noticias católica ACI Prensa, el exgeneral de la policía secreta rumana, durante el gobierno de Nicolae Ceausescu y exagente del KGB —del cual desertó—, Ion Mihai Pacepa, declaró tener conocimiento de una operación secreta de la KGB, que supuestamente dio origen a la teología de la liberación en 1959, casi una década antes de su nacimiento en América Latina, como parte del programa de medidas activas de la Unión Soviética para la desestabilización de América Latina durante la Guerra Fría. En 2007, Pacepa escribió también el libro Programmed to kill: Lee Harvey Oswald, the Soviet KGB, and the Kennedy assassination (Programado para matar: Lee Harvey Oswald, el KGB soviético y el asesinato de Kennedy), donde sostiene que Oswald era un agente secreto ruso a quien se le encargó el asesinato de Kennedy. Según Pacepa, él oyó a Nikita Jrushchov en 1959 diciendo: «La religión es el opio del pueblo, así que vamos a darles opio», afirmando que fueron agentes rumanos quienes dieron origen a la teología de la liberación, varios años antes de que fuera creada por el Concilio de obispos católicos reunidos en Medellín. 

El movimiento nació en la KGB y tuvo un nombre inventado por la KGB: Teología de la Liberación. [...] El nacimiento de la Teología de la Liberación fue el intento en 1960 de un súper secreto “Programa de desinformación” (Party-State Dezinformatsiya Program), aprobado por Aleksandr Shelepin, el presidente de la KGB, y por el miembro del Politburó, Aleksey Kirichenko, quien coordinó la políticas internacionales del Partido Comunista.
Mihail Pacepa. Fragmento de la transcripción de ACI Prensa

Los comentaristas John L. Allen en Crux y Damian Thompson en The Spectator han expresado la sospecha de que dicha declaración sea exagerada.